# Floride francophone
 (septembre 2024).
 (septembre 2024).
La mise en forme du texte ne suit pas les recommandations de Wikipédia : il faut le « wikifier ».
Les points d'amélioration suivants sont les cas les plus fréquents. Le détail des points à revoir est peut-être précisé sur la page de discussion.
- Les titres sont pré-formatés par le logiciel. Ils ne sont ni en capitales, ni en gras.
- Le texte ne doit pas être écrit en capitales (les noms de famille non plus), ni en gras, ni en italique, ni en « petit »…
- Le gras n'est utilisé que pour surligner le titre de l'article dans l'introduction, une seule fois.
- L'italique est rarement utilisé : mots en langue étrangère, titres d'œuvres, noms de bateaux, etc.
- Les citations ne sont pas en italique mais en corps de texte normal. Elles sont entourées par des guillemets français : « et ».
- Les listes à puces sont à éviter, des paragraphes rédigés étant largement préférés. Les tableaux sont à réserver à la présentation de données structurées (résultats, etc.).
- Les appels de note de bas de page (petits chiffres en exposant, introduits par l'outil «  Source ») sont à placer entre la fin de phrase et le point final[comme ça].
- Les liens internes (vers d'autres articles de Wikipédia) sont à choisir avec parcimonie. Créez des liens vers des articles approfondissant le sujet. Les termes génériques sans rapport avec le sujet sont à éviter, ainsi que les répétitions de liens vers un même terme.
- Les liens externes sont à placer uniquement dans une section « Liens externes », à la fin de l'article. Ces liens sont à choisir avec parcimonie suivant les règles définies. Si un lien sert de source à l'article, son insertion dans le texte est à faire par les notes de bas de page.
- La présentation des références doit suivre les conventions bibliographiques. Il est recommandé d'utiliser les modèles {{Ouvrage}}, {{Chapitre}}, {{Article}}, {{Lien web}} et/ou {{Bibliographie}}. Le mode d'édition visuel peut mettre en forme automatiquement les références.
- Insérer une infobox (cadre d'informations à droite) n'est pas obligatoire pour parachever la mise en page.

Pour une aide détaillée, merci de consulter Aide:Wikification.
Si vous pensez que ces points ont été résolus, vous pouvez retirer ce bandeau et améliorer la mise en forme d'un autre article.

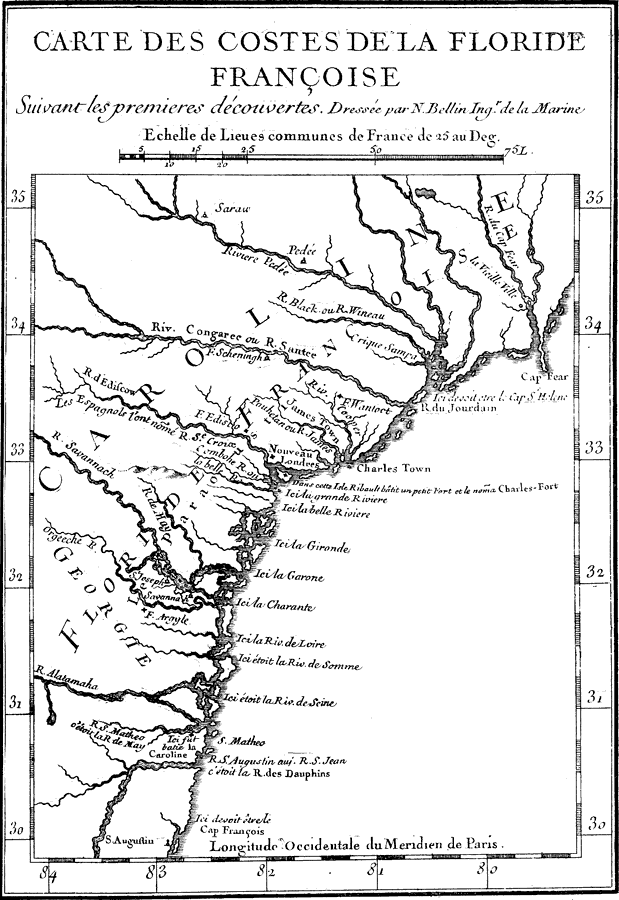
La Floride française en 1562, par Jacques-Nicolas Bellin

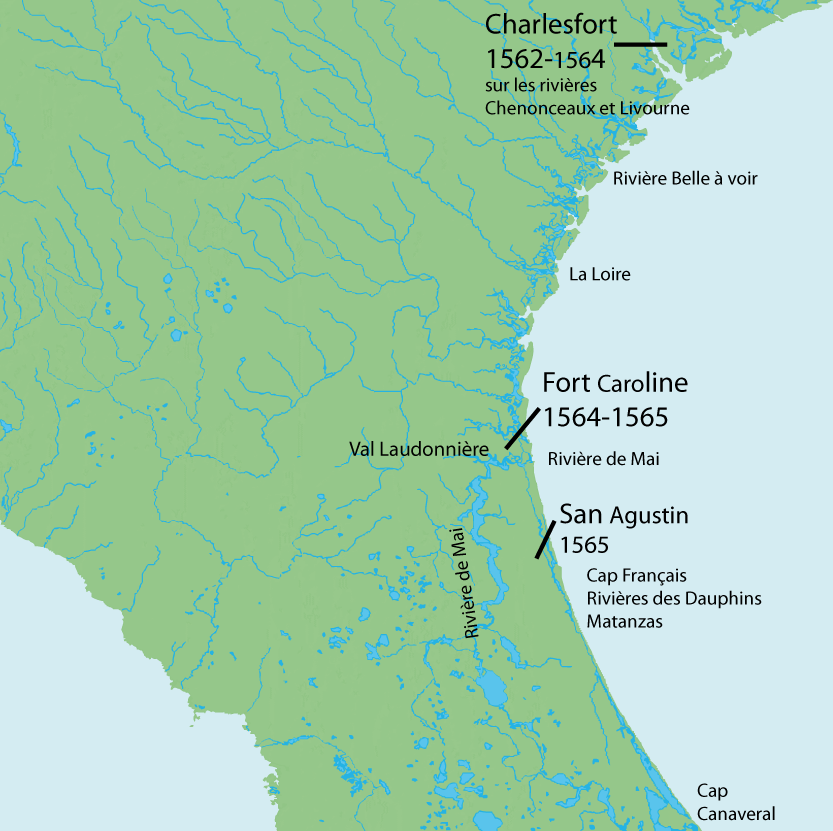
Carte des établissements de la Nouvelle-France floridienne

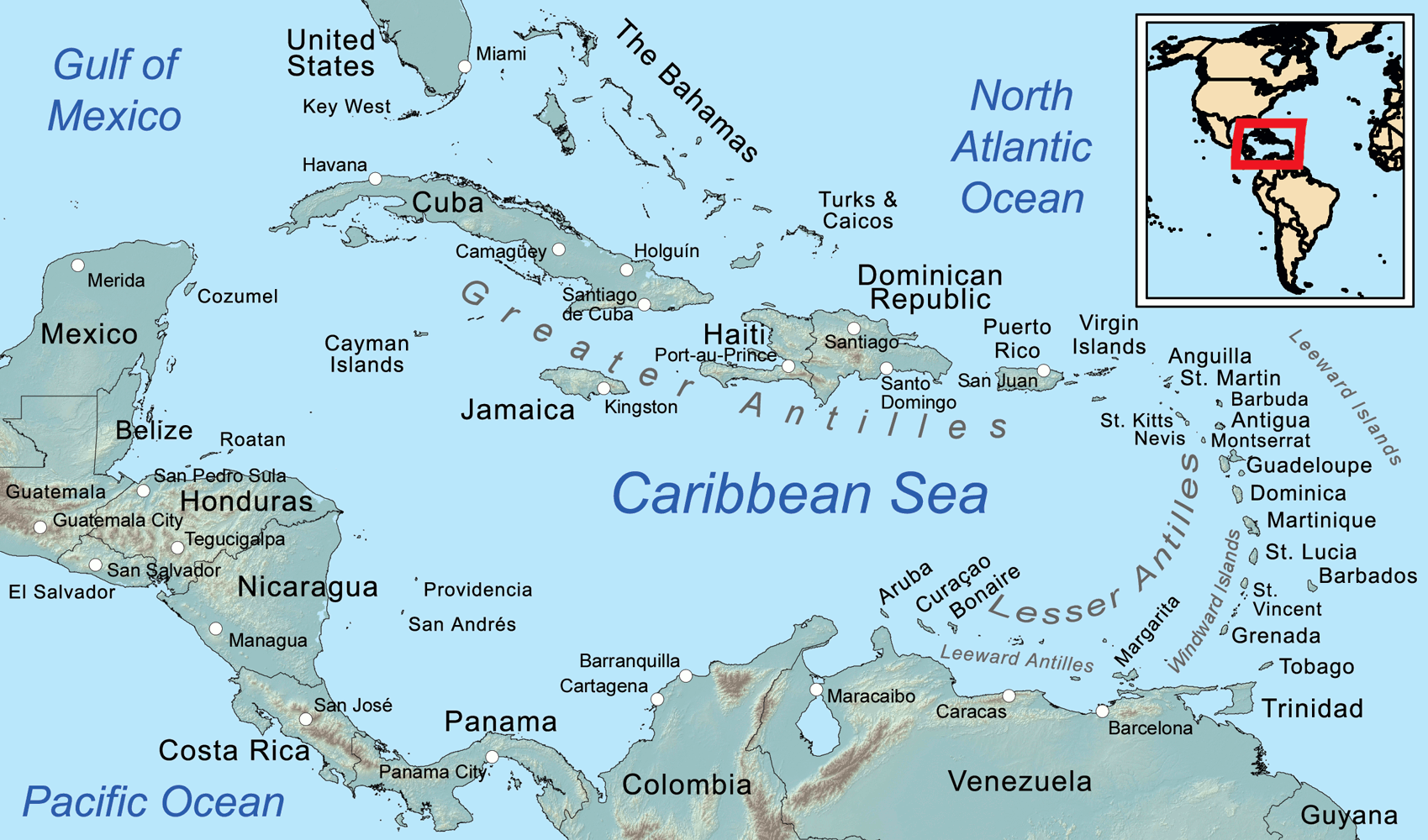
Espace caraïbe

La Floride française est un territoire colonial éphémère créé par des Huguenots français au XVIe siècle. Après trois expéditions en 1562, 1564 et 1565, les Français renoncent à coloniser la Floride, après s'y être établis notamment le long de la « rivière de May », avec la construction du bastion de Charlesfort.
Si les Français sont relativement absents de la péninsule pendant trois siècles, une présence de colons, de touristes, de snowbirds (migrants d'hiver, hivernants) et d'immigrants, issus de France, du Canada français et de la Nouvelle-Angleterre francophone, devient significative à partir de la fin du xixe siècle.
Au xxe siècle, la Floride francophone comprend des gens d'expression française venus du Canada, d'Europe et des Antilles.
Au xxie siècle, ce sont les locuteurs du créole haïtien qui sont les plus nombreux dans la mosaïque francophone, concentrée principalement dans le Sud-Est de la Floride.

## Contexte politique d'une colonisation française de la Floride
Préconisant un rapport individualisé avec le Créateur par l’étude de la Bible dans sa langue vernaculaire, le protestantisme rejette plusieurs coutumes de l’Église romaine, dont les indulgences, plusieurs sacrements et la hiérarchie ecclésiastique. La conversion de l’empereur de Prusse, du roi d’Angleterre et de nombreux anciens fidèles inquiète le Vatican, qui veut endiguer et faire reculer le protestantisme en Europe. Suivant le concile de Trente (1542-1563), la France et l'Église condamnent le protestantisme et appellent à la reconquête idéologique et militaire des âmes « perdues ». Par les guerres de religion (1560-1598), l’Église se met à contraindre « les huguenots » à renoncer à leur fidélité à Jean Calvin, un influent penseur du protestantisme.
Pour fuir l'intolérance religieuse dont sont victimes les protestants, Gaspard II de Coligny projette de créer en Amérique une colonie française pouvant accueillir des Huguenots. Cette colonie sera désignée également sous le nom de « Nouvelle-France floridienne ».
Une première tentative d'implantation avait été effectuée au Brésil avec la France antarctique, ce fut l'éphémère colonie française qui occupa la baie de Rio de Janeiro, de 1555 à 1560. Malgré ses espoirs d’y faire coexister huguenots et catholiques, l’aventure n'est pas une réussite. Coligny pense qu’une colonie huguenote aurait plus de chances de réussir en Floride, péninsule espagnole depuis 1513, mais qui demeure relativement inhabitée.

### Première tentative

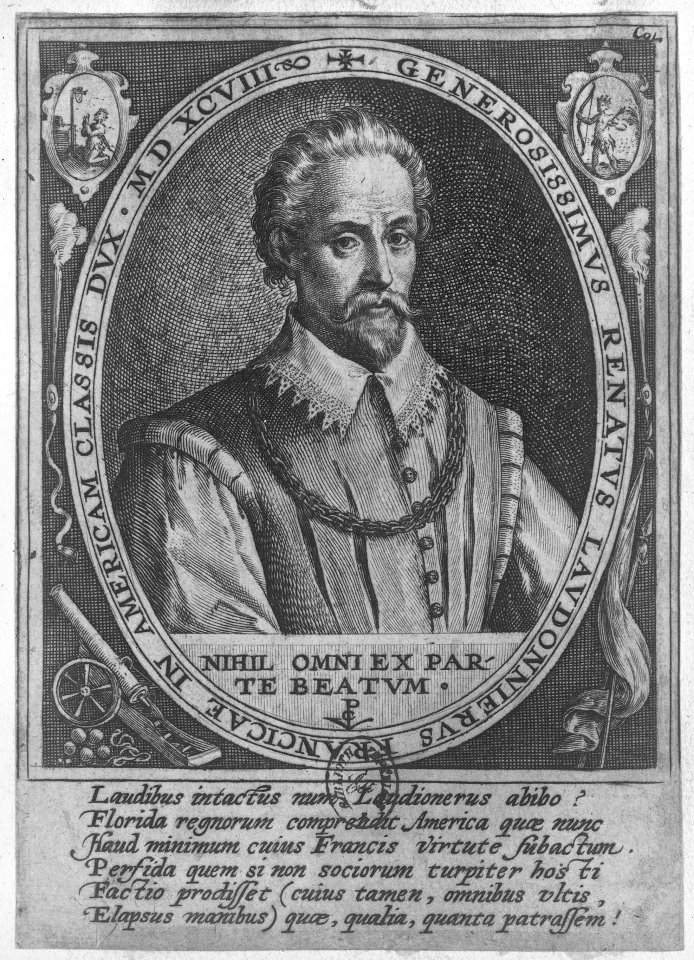
René de Laudonnière.

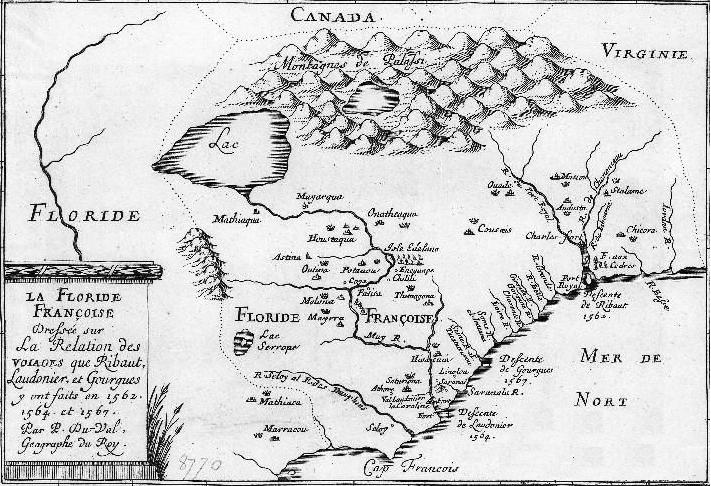
La Floride française, par Pierre du Val.

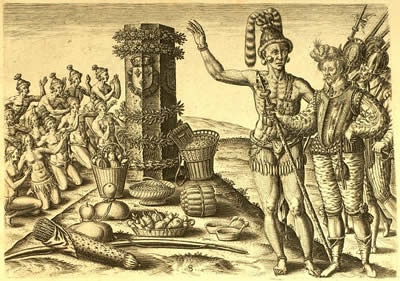
Jean Ribault prenant possession de la Floride française au nom du Roi de France en présence des Amérindiens Saturiwas.

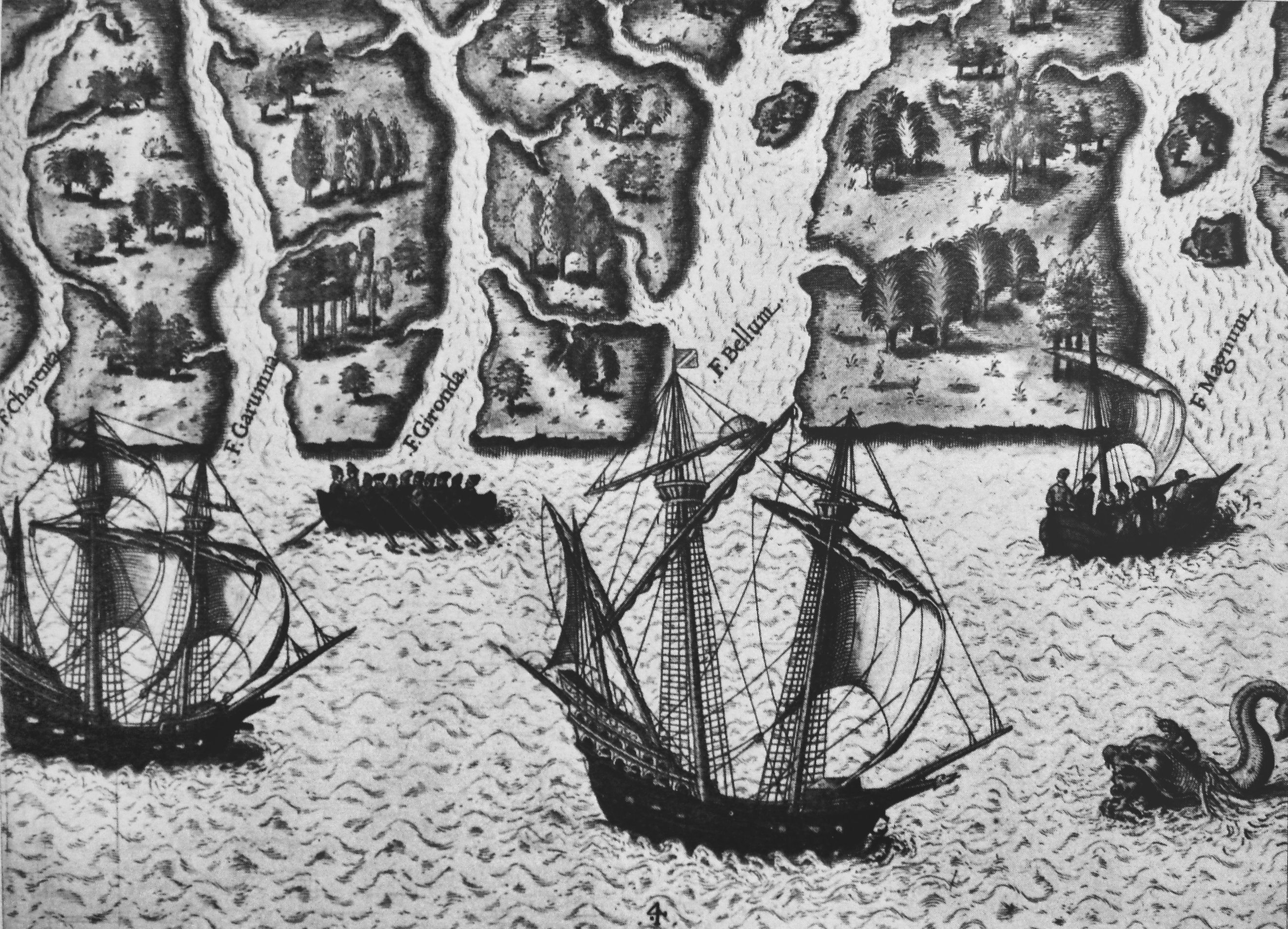
Exploration des côtes de la Floride française par l'expédition de Ribault et Laudonniere (illustration de Jacques Le Moyne de Morgues).

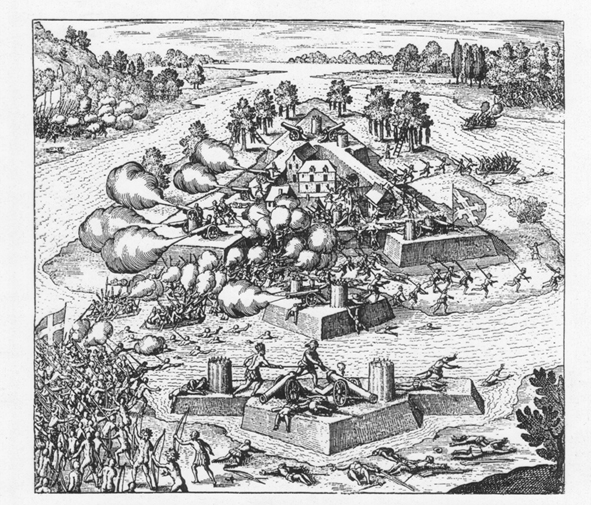
Les Espagnols attaquent le Fort Caroline (1565).

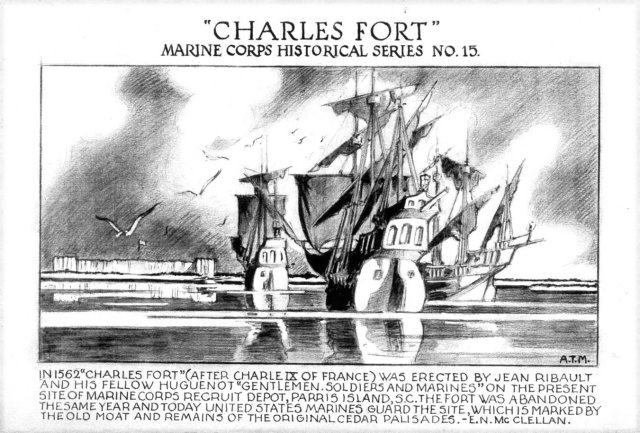
Charles Fort.

En 1562, Gaspard de Coligny relance le projet de colonisation vers l'Amérique du Nord. Partis du Havre le 18 février 1562, Jean Ribault, secondé par René de Goulaine de Laudonnière et accompagné du cartographe Jacques Le Moyne de Morgues atteignent le nouveau continent à bord de deux navires à l'embouchure de la May le 1er mai,. L'expédition est forte de 150 hommes.
Étonné par le « spectacle » d'une « infinité de beaux arbres élevés », ainsi qu'un climat « bon, salubre, tempéré et fort plaisant », Ribault laisse 30 hommes à l’embouchure et part fonder, plus au nord, la colonie de Charlesfort (plus tard, Charleston, en Caroline du Sud), en l'honneur de Charles IX (les vestiges de ce fort sont situés sur l'île de Parris Island). Ribault entre en France un mois plus tard. Ribault laisse au Fort Caroline, non pas des agriculteurs ou des diplomates, mais des guerriers, qui peineront à établir des rapports avec le peuple timuacan. On lui offre des pièces d’or et d’argent en échange de denrées alimentaires et de fourrures, mais les Huguenots peinent à survivre. Les Timuacans prêtent main-forte à la construction des premières habitations, mais les pathogènes, transmis par les colons, réduisent, en deux ans seulement, le contingent indigène de 50 000 à quelques centaines de personnes.
René de Goulaine de Laudonnière arpente la région qui allait s'appeler la Floride française et découvre lors de son exploration à l'intérieur des terres un vaste lac, le lac Okeechobee, qu'il nomme Surruque du nom d'une tribu locale de la Nation Mayacas.
Après quelques semaines, Ribault s'en retourne en France chercher des renforts, des biens et du matériel. Toutefois, à son arrivée à Dieppe le 20 juillet 1562, Ribault trouve la ville plongée dans une guerre civile (de religion). Il choisit l'exil vers l'Angleterre, alors en bons termes avec les Huguenots. Refusant de mener une nouvelle expédition au nom de la reine d'Angleterre, Ribault est emprisonné. Ses plans sont donc contrariés et il ne peut retourner immédiatement en Floride française.
En 1563, une petite garnison de 28 hommes reste sur place. Laudonnière est imprudent lorsqu’il s’engage verbalement à appuyer Satourioua, le chef des Timuacans, dans un raid contre une tribu rivale, mais revient sur sa promesse. Impulsif, Laudonnière s'allie à Utina, le chef de la tribu ennemie, ce qui met en péril l’alliance tissée entre les Huguenots et les Timuacans, puis plus tard le capture, dans un acte de désespoir, pour l’obliger à nourrir la colonie française. Le geste provoque une guerre et amène Laudonnière à préparer un décampement en août 1565.
Le siècle suivant, l’explorateur Samuel de Champlain retiendra comme leçon la nécessité des alliances avec les peuples indigènes, dont les secours s’avéreront incontournables à la sécurité des colons.

### Seconde tentative
La paix d'Amboise permet à Coligny de relancer ses projets de colonisation. Trois vaisseaux partent du Havre le 22 avril 1564 confiés à René de Goulaine de Laudonnière qui fonde le 22 juin 1564 un nouveau bastion en Floride française, le fort Caroline. Le fort doit défendre la petite colonie française des menaces espagnoles qui n'acceptent pas l'arrivée des Français au nord de leur territoire colonial. Mais la cohabitation avec les tribus locales se détériore, le chef de l'expédition manque d'autorité et certains de ses compagnons se rebellent. Laudonnière devra leur concéder un des vaisseaux avec lequel les mutins sillonnent les Caraïbes. Ils seront tués ou emprisonnés par les Espagnols.
Le 28 août 1565, une escadre de renfort composée de sept navires et 600 colons, commandée par Ribault atteint le fort Caroline. Elle croise l'escadre de Pedro Menéndez de Avilés qui arrive d'Espagne muni de l'ordre de son roi de chasser tout intrus de Floride. Sa flotte est composée de dix navires et 2 600 hommes. Menéndez de Avilés aperçoit les navires français et les engage, mais les navires français sont plus rapides et les Espagnols s'installent plus au sud, où ils établissent un camp qui deviendra Saint Augustine. Ribault décide, contre l'avis de Laudonnière d'attaquer les Espagnols avec quelques-uns de ses navires et la plupart de ses troupes, mais ils sont surpris en mer par une violente tempête qui dure plusieurs jours et fait sombrer les bateaux. Les naufragés atteindront l'îlot de Matanza sur lesquels les Espagnols viendront les surprendre et les achever jusqu'aux derniers, y compris Jean Ribault. Pendant ce temps, Pedro Menéndez de Avilés, lui, choisit d'attaquer le fort Caroline par voie terrestre. Il conduit ses troupes et attaque le fort le 24 septembre 1565 qui n'est plus défendu que par 200 à 250 colons. Les seuls survivants sont 50 femmes et enfants qui sont faits prisonniers, tous les autres sont exécutés. Quelques survivants dont Laudonnière ont pu s'échapper à travers la forêt.
En 1567, Dominique de Gourgues s'embarque dans une expédition punitive pour venger les Français massacrés par les Espagnols deux ans plus tôt. Arrivées en 1568 vers les côtes de Floride, les troupes françaises, avec l'aide des Amérindiens Saturiwas, Potanos et Mayacas, massacrent la garnison espagnole du fort Matéo qui a succédé au fort Caroline. Fort de ce succès, Dominique de Gourgues détruit deux autres forts espagnols.
L’aventure coloniale française sera suspendue en Floride pendant plus de deux siècles; elle se concentrera dès lors vers Saint-Domingue, la Louisiane et la Nouvelle-France. « Le souvenir de [cette] boucherie », d'après l'historienne Suzanne Lussagnet, sera plus tard commémoré par le toponyme anglo-espagnol Mantanzas Inlet, « l’anse au massacre ». Quelques villages, dont Ribaut River, ainsi qu’une vingtaine de rivières et de détroits porteront des noms français ou latins, dont Charleston et Port Royal Sound (Caroline du Sud), mais aussi French Cape (Floride), et rappelleront la mémoire.

### Troisième et dernière tentative de colonisation française

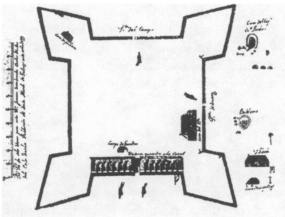
Fort San Carlos de Austria, 1699

La longévité du règne espagnol en Floride (1565-1763, 1781-1819) contraste avec l'aventure coloniale française. N’offrant aucune richesse naturelle, la Floride ne comporte pas d’importance économique, mais son emplacement est stratégique à titre de tampon entre les colonies espagnoles des Antilles et les colonnies britanniques au nord. La Floride dépend économiquement de subventions de l’Espagne pour fonctionner et politiquement d’un gouverneur répondant au sylvain royal de Mexico et au gouverneur général de Cuba.
Preuve de son positionnement stratégique, la colonie comprend un second fort, San Carlos de Austria, dans le manche du Nord-Ouest, dès 1698, qui vise à protéger la colonie des visées expansionnistes de la Basse-Louisiane. La paix est interrompue en mai 1719 lorsque le gouverneur de la Louisiane, Jean-Baptiste Le Moyne de Bienville, envahit le fort, en collaboration avec des guerriers autochtones. Le commandant de San Carlos n’offre aucune résistance et conclut une entente pour assurer que les colons maintiennent leurs possessions après le départ de la garnison ibérienne. Une soixantaine de colons français y restent pendant trois ans. Suivant le passage d'un ouragan en 1722, les Français brûlent ce qui reste des installations pour gagner Mobile ou Biloxi.

## Climat subtropical
Avec ses 33 000 lacs, ses 3 500 kilomètres de plages, son eau de mer qui dépasse toujours 21 degrés et sa température maximale moyenne (à Miami) de 26 degrés en janvier, la Floride peut faire rêver les gens du Nord du continent au creux de l'hiver.
En janvier, la température moyenne du Sud de la Floride est supérieure de sept degrés à celle du Nord de l’État.

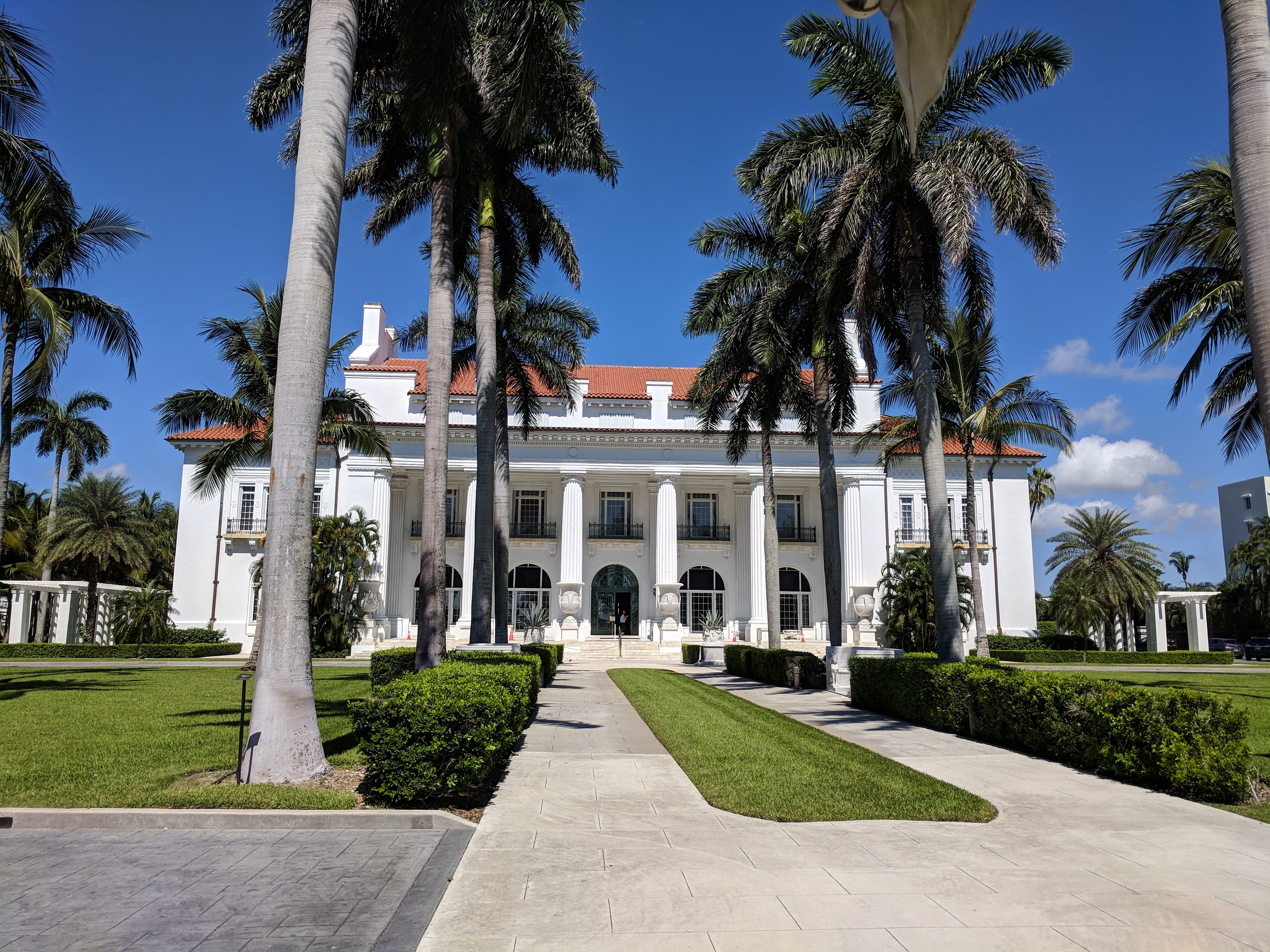
Whitehall, la résidence de Henry Flagler à Palm Beach

Le gouverneur Napoleon Broward interpelle certains magnats industriels, dont Henry Flagler, partenaire fondateur avec John Rockefeller de la Standard Oil, de visiter la Floride pour participer à son développement. Lors d'un séjour à l’hiver 1881, Flagler est emballé par la beauté de Sainte-Augustine. Flagler y construit le premier centre de villégiature, l’hôtel Ponce de León. Depuis quelques décennies, Sainte-Augustine est prisée par les gens qui souffrent de rhumatismes, qui peuvent y prendre un répit de leurs souffrances, et même s’en guérir parfois. La destination se développe simultanément à un engouement des Américains pour la plage.
Le gel s’abat une fois par décennie sur Sainte-Augustine, mais cela ne se passe presque jamais à Miami, qui se trouve au sud du Tropique du Cancer. Une légende urbaine veut que, suivant une gelée sévère qui a dévasté les agrumes à Sainte-Augustine pendant l’hiver 1894, Julia Tuttle ait envoyé au magnat de la Standard Oil, Henry Flagler un bourgeon d’un oranger de Miami pour lui signifier que la gelée ne l’avait pas rejoint. Que ce soit pour cette raison ou une autre, Flagler finira par prolonger sa ligne ferroviaire jusqu’à West Palm Beach en 1894, Miami en 1896, puis Key West en 1912.

## Histoire d'une présence canadienne-française
Samuel de Champlain fonde les premières colonies françaises d’Amérique, à Port-Royal en 1604 et à Québec en 1608. Les explorateurs français obtiennent de la Couronne des monopoles sur la traite de fourrures et doivent une grande part de leurs succès à leur intégration au réseau commercial des peuples autochtones.
L’Église catholique contribue aussi au développement de la colonie en établissant des paroisses, des écoles et des missions.
En 1663, le roi Louis XIV confirme sa volonté que la France prenne une part plus active à la colonisation de l’Amérique du Nord. Le flux de milliers de colons vers la vallée du fleuve Saint-Laurent encourage l’exploration des terres intérieures et la fondation de postes plus au sud, dont à la Nouvelle-Orléans en 1682 et au Détroit en 1701.
La fin du régime français en Amérique, suivant le Traité de Paris (1763), ramène plusieurs administrateurs et marchands en métropole, mais la grande majorité des voyageurs et des agriculteurs "canadiens" finissent par s’adapter au régime des Britanniques. D'ailleurs, l’autorité anglaise fait des concessions aux « Canadiens », notamment en leur permettant, dès 1774, de maintenir le droit coutumier de Paris, la religion catholique, la langue française et le régime seigneurial – plusieurs de ces libertés n’existant pas encore en Grande-Bretagne.
Le développement de la médecine, l’amélioration de la salubrité des villes et la diffusion d’un discours religieux axé sur la « mission providentielle » des Canadiens français en Amérique favorisent la natalité, au point que la vallée laurentienne est surpeuplée.
Entre 1840 et 1930, les retards dans l'industrialisation au Québec, l'attractivité de l'industrie du textile en Nouvelle-Angleterre, ainsi que des terres, des forêts et les mines de l'Ontario, amènent près de 200 000 Canadiens français à migrer vers l’Ontario et environ 600 000 Canadiens-français à s'installer en Nouvelle-Angleterre.

### Les colons
La Floride compte parmi les lieux de migration canadienne-française du XIXe siècle, bien qu’on sache peu de choses sur les Canadiens français qui habitent la péninsule à l’époque.
À l’hiver 1819, un premier contingent d’ouvriers canadiens-français se serait dirigé vers les berges du Golfe du Mexique, pour travailler dans les moulins forestiers.
À partir de 1849, le Swamp and Overflowed Lands Act, adopté par le Congrès des États-Unis, autorise les États à transformer les estuaires en terrains cultivables et les cours d’eau jugés trop étroits ou trop peu profonds en canaux propices à la navigation. En 1855, le nouvel État de la Floride inaugure le Internal Improvement Fund, une fiducie qui finance, à partir de la vente de terrains publics anciennement inexploitables, l’assèchement et l’enfouissement des marais, ainsi que l’élargissement et l’approfondissement des cours d’eau.
En 1870, le U.S. Census Bureau dénombre 174 résidents nés en « Amérique britannique » (ou les colonies canadiennes) et 126 résidents nés en France.

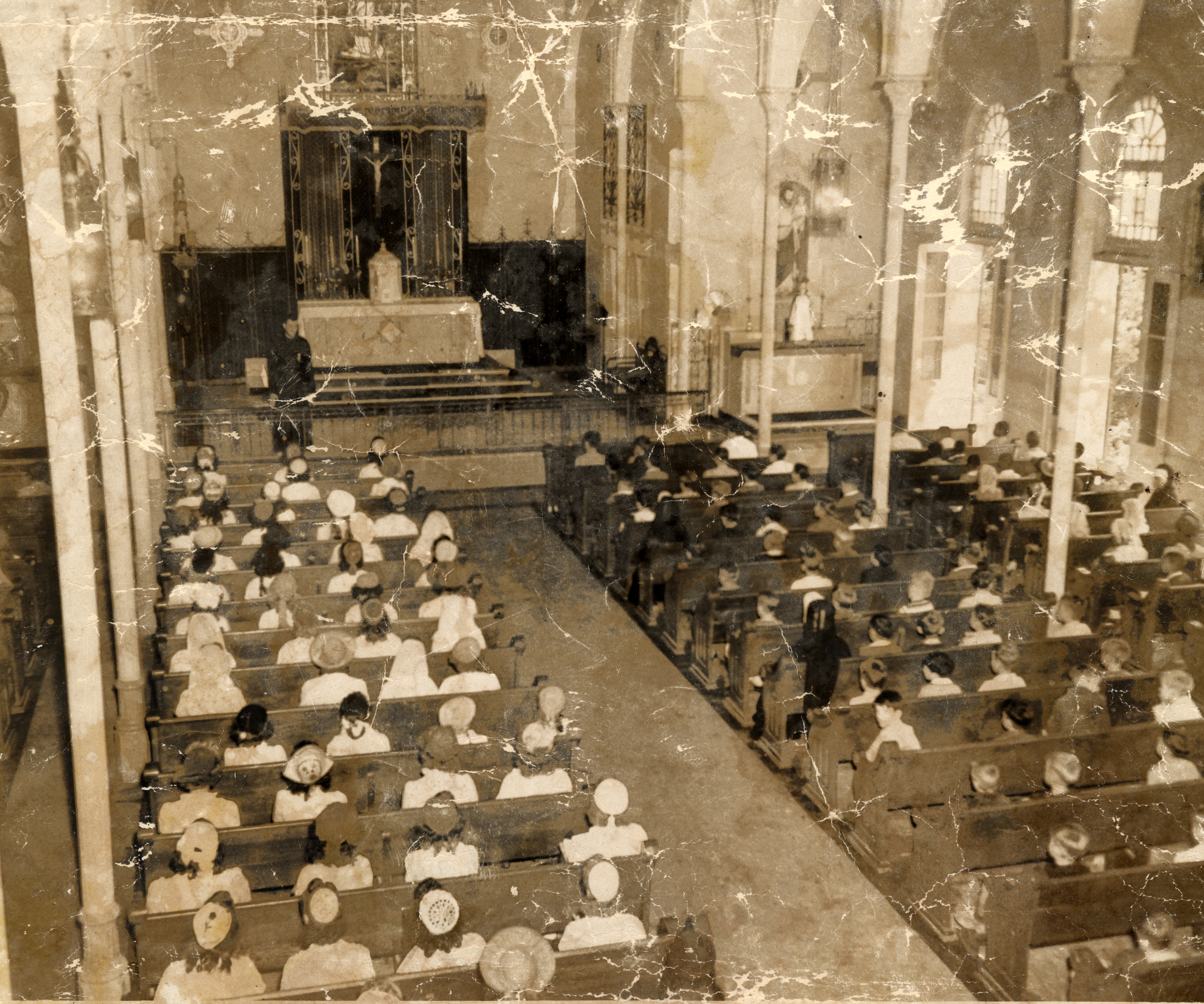
Basilique Saint Mary Stard of the Sea, Key West

L'évêque de Montréal, Mgr Ignace Bourget, dépêche trois missionnaires canadiens-français en Floride en 1867. L’un des trois , Augustin Cauchon, quitte Montmorency (Bas-Canada) pour se rendre à Key West en 1867. En 1868, Bourget le remercie d’avoir « prouv[é] son amour pour la sainte Église, en se consumant de travaux pour la répandre et l’exalter dans les lieux les plus lointains ». Arrivé dans les Keys à l’âge de vingt-sept ans, l’abbé Laverdière passera le reste de ses jours avec des prêtres d’origine française et irlandaise à la basilique Sainte-Marie-de-l’Étoile-de-Mer, fondée en 1853. Il y croise sans doute la Congrégation du Saint-Nom-de-Jésus-et-Marie, arrivées à Key West quelques années avant lui. En 1868, les cinq religieuses ouvrent la première école catholique de la Floride.
Certains des premiers Canadiens français en Floride quittent l’agriculture pour s’enrôler dans l’armée américaine pendant la Grande guerre (1914-1918). C’est le cas de Joseph Carrier, né en 1886 à Saint-Anselme (Québec), qui devient résident de Larkin (près de Miami) et rejoint l'U.S. Army comme caporal en 1917.

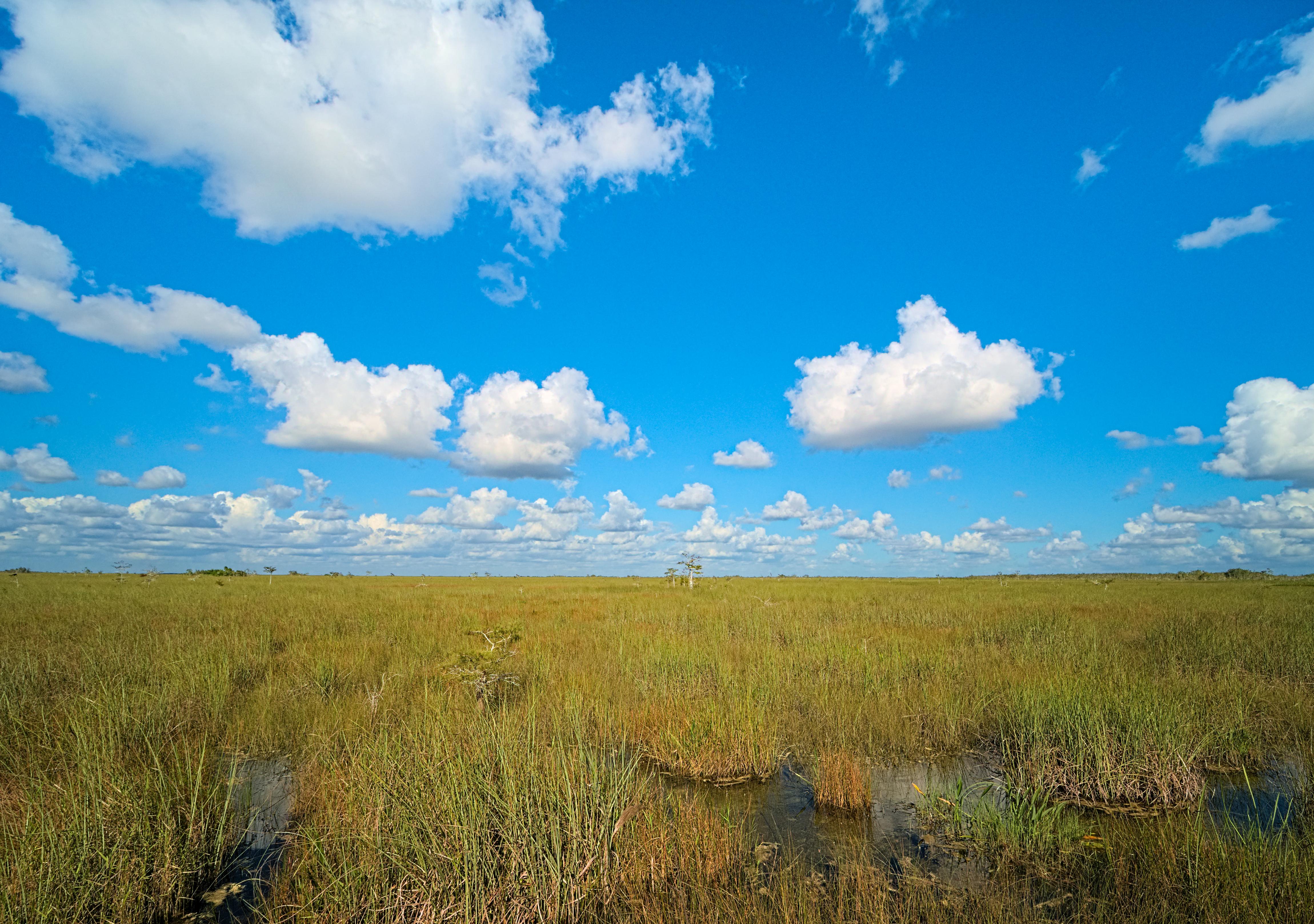
Étang Pa-Hay-Oke, Everglades National Park

En janvier 1924, un groupe d’agriculteurs du Nouveau-Brunswick et du Maine achète une concession de 1 000 acres au sud du lac Okeechobee pour y installer 50 à 75 familles acadiennes et canadiennes-françaises. Le 11 septembre 1926, un ouragan modifie le paysage ; il détruit 5 000 maisons et en endommage 9 000 autres dans le sud-est de l'État. Le village de Belle Glade, construit rapidement quelques années plus tôt, est « pratiquement anéanti »  par une seconde tempête tropicale.
L’ouragan du 6 septembre 1928 noie plus de 2 500 résidents, la majorité des habitants de la région à l’époque. « Les corps de plusieurs habitants [...] n’ont jamais été retrouvés », d'après Michael Gannon, plusieurs ayant été ensevelies dans la boue des Everglades. En réponse, l’État construira une levée sur la berge méridionale du lac pour éviter une telle catastrophe à l'avenir.
Au nord-est de Pensacola, Albertino Béland effectue un séjour dans la région à l'hiver 1929.
Il recrute des Franco-Américains, mis à pied par les usines de la Nouvelle-Angleterre suivant le krach boursier d'octobre 1929.
Inspiré par l’élite clérico-nationaliste, qui préconise la relance dans la colonisation pendant la crise économique des années 1930, Béland propose une solution dans une région qui peut fournir trois moissons et des récoltes 10 mois par année.
En 1934, la paroisse du Sacré-Cœur accueille son premier curé.
Un musée de la région suggère que « les années 1930 étaient mal choisies pour une aventure aussi audacieuse ».
Après une première vague de migration, la population du comté stagne.
La persistance de la crise économique, l’effondrement du prix des denrées agricoles, ainsi qu’une sécheresse qui sévit au milieu de la décennie, le déplacement d'une voie ferrée et l'intolérance de la population anglo-protestante locale expliquent la disparition de la colonie canadienne-française.

### Les touristes
L’expansion du réseau ferroviaire à la fin du XIXe siècle encourage la mobilité et le tourisme chez les classes aisées.
Chez les Canadiens français, des gens aisés de Montréal et des Cantons-de-l’Est fréquentent les plages de l'Atlantique les plus rapprochées, qui se trouvent dans le sud du Maine – Old Orchard et Ogunquit – à partir de la décennie 1820. La destination devient plus accessible à partir de 1853 suivant l’ouverture de la voie ferrée du Grand Tronc reliant la métropole canadienne à Portland.

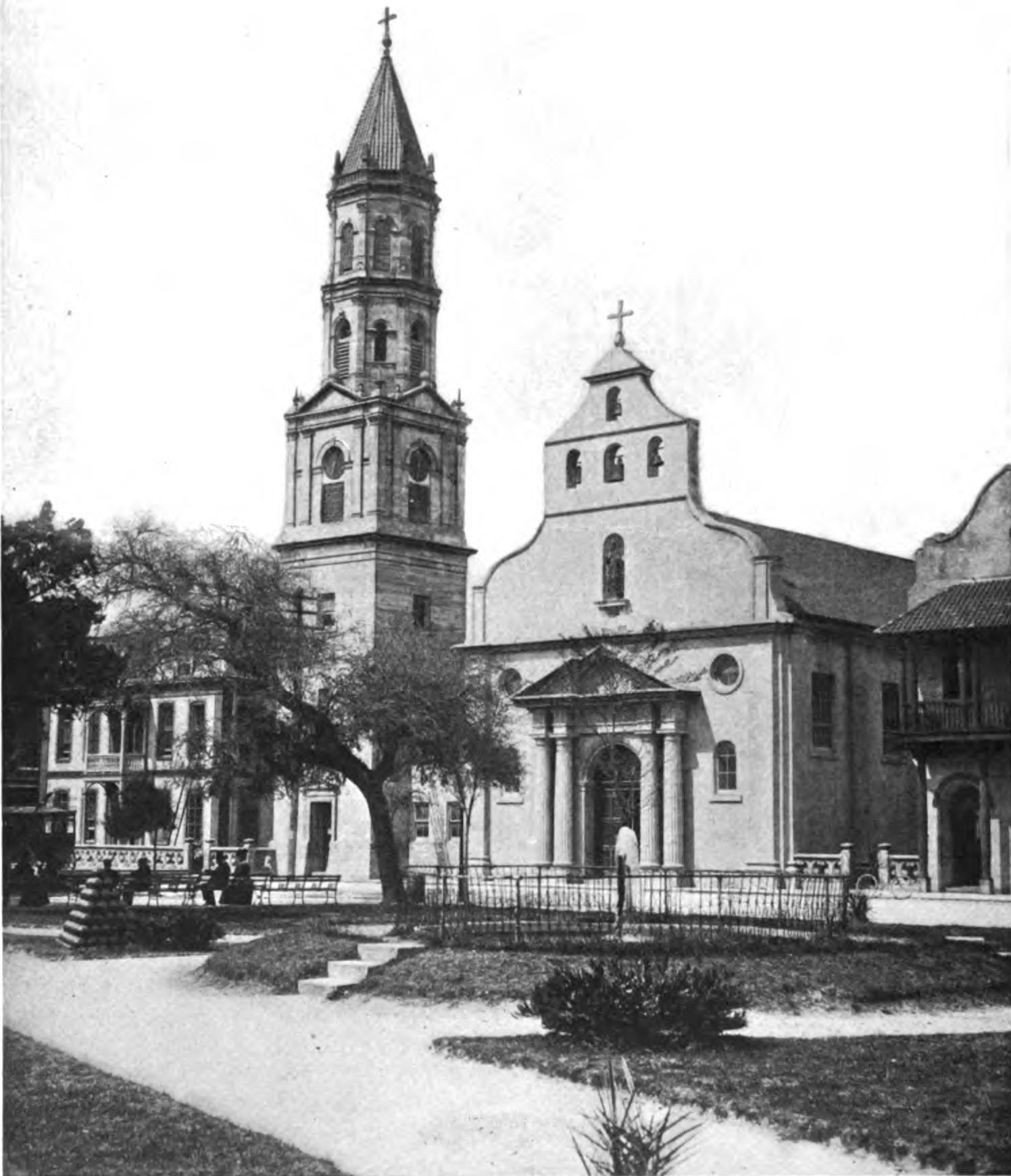
Basilique Saint Augustine, 1914

L’abbé Henri-Raymond Casgrain séjourne en Floride pendant maints hivers dans les années 1880 en disant que les reflets du soleil sur la neige sont nocifs pour ses yeux et pour soigner ses rhumatismes. Il s’arrête à Sainte-Augustine, où la cathédrale espagnole et ses clercs formés en culture classique lui permettent de respirer un air bien loin de la culture de masse américaine, qu'il abhorre.
« La nuit, les fenêtres restent ouvertes; le jour, on se baigne dans le soleil. Les jardins sont remplis de fleurs, d’oiseaux, de papillons. Moi qui aime le soleil, je me délecte dans cette atmosphère », écrit Wilfrid Laurier le 3 janvier 1903, alors qu'il soigne ses rhumatismes lors d'un séjour de six semaines au bord des plages de Saint Augustine.
Ces récits dithyrambiques sont relatés dans la presse, qui fait probablement fait naître une envie de visiter la Floride. À l'hiver 1923, Napoléon Pelletier se rend en Floride avec son fils, atteint d’une maladie terminale. En campant et se baignant dans un lac, situé à 100 kilomètres au sud d’Orlando, le garçon aurait été guéri. Reconnaissant, Pelletier y érige un lieu de pèlerinage, qu’il surnomme Sainte-Anne-des-Lacs.
Le développement des voitures personnelles, dont la Model T de Henry Ford, entraine le pavage des routes locales, interrégionales et nationales.
Suivant l’avènement des routes pavées dans les années 1910, le trajet à partir du Québec vers les plages du Maine est réduit à cinq ou six heures, faisant ainsi d’Old Orchard et d’Ogunquit d’importantes destinations touristiques pendant les étés du XXe siècle.

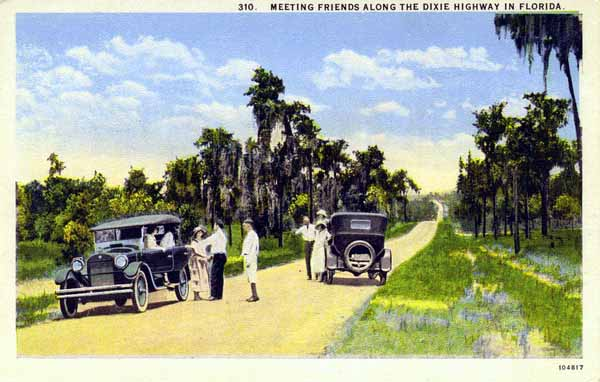
Dixie Highway, ca. 1920

En 1915, la Dixie Highway relie le Midwest étatsunien à Tampa (Floride) et l’Atlantic Highway relie la Nouvelle-Angleterre à Miami. Les touristes canadiens ne sont pas privés de ce réseau, car l’Ontario et le Québec ont ouvert, quelques années plus tôt, des routes entre Montréal, Toronto et le  New York. La ville de Miami Beach (1915) érige des motels le long de la plage afin d'attirer les automobilistes, qui permettent à la Floride de franchir le cap d'un million de touristes en un an.
Le gouvernement américain élargit les U.S. Highways les plus achalandés, mais ce n’est qu’après de la Deuxième Guerre mondiale qu’il construit un réseau de 60 000 kilomètres d’autoroutes fédérales à chaussée double. Les «Interstate Highways » décongestionnent les routes à chaussée simple et lient les grandes villes américaines entre elles, mais les gouvernements provinciaux du Canada lient aussi Montréal, Toronto, Windsor, Winnipeg et Vancouver à ce réseau. Les principales villes de Floride sont désormais desservies par les Interstate 4, 10, 75 et 95.
Les Québécois, Acadiens, Franco-ontariens et Franco-Américains de la Nouvelle-Angleterre suivent les Interstate 81 et 95, qui partent de la frontière canado-américaine (New York et Maine), et dont le tracé se termine à Miami. Souvent, les courants migratoires amènent les migrants à privilégier les destinations où ils connaissent des proches: les Montréalais se dirigent vers Hollywood, les Beaucerons et les Estriens s’arrêtent dans le comté de Palm Beach, et ainsi de suite.
Les améliorations amenées aux routes et aux voitures pendant les années 1950 et 1960 réduisent la durée du temps de trajet pour circuler du Nord au Sud. Si l’on avait à consacrer plus d’une semaine pour se rendre d’Ottawa à Miami en 1920, cette durée est diminuée à deux jours à partir de 1967, ce qui ouvre la Floride à des vacances abordables pour les classes ouvrières, à 25 heures de route.
La culture de consommation nord-américaine, le développement du secteur hospitalier et l’augmentation des revenus a permis l’émergence de la Floride comme destination pour le tourisme de masse au milieu du XXe siècle.
Le bouche-à-oreille et les premières publicités vantant les qualités de la péninsule à partir de la décennie 1920 font naître le mirage d’un « rêve floridien », d'après l'historien Godefroy Desrosiers-Lauzon. Cette variante du rêve américain, qui insère le climat subtropical et l’hédonisme à son ethos, séduit plusieurs Américains et Canadiens du nord-est. Pour échapper à la monotonie du travail ou à l’épuisant temps froid, la Floride propose à ses touristes la chaleur, un milieu festif et des jeunes femmes en maillot de bain.
Grâce à l’invention du concentré d’orange congelé en 1945 et à la publicité qui cible les familles du Nord, les exportations d’oranges de la Floride quadruplent entre 1940 et 1950. La Floride ouvre des centres d’accueil aux entrées routières. À partir de 1949, on accueille les visiteurs avec une tasse de jus d’orange.
Pendant la célébration « Salute to Canada » du 10 au 12 mars 1967, le journaliste de Radio-Canada, Pierre Paquette, montre que le drapeau canadien et le fleurdelisé flottent côte à côte à divers endroits à Surfside. En plus des bains de soleil à la plage, une messe dominicale est offerte en français pendant l’hiver. Les samedis soir sont les moments privilégiés pour les parties de cartes et les soirées dansantes. Les rencontres se tiennent « entre Canadiens français » de provenance diverse dans le Nord-Est.

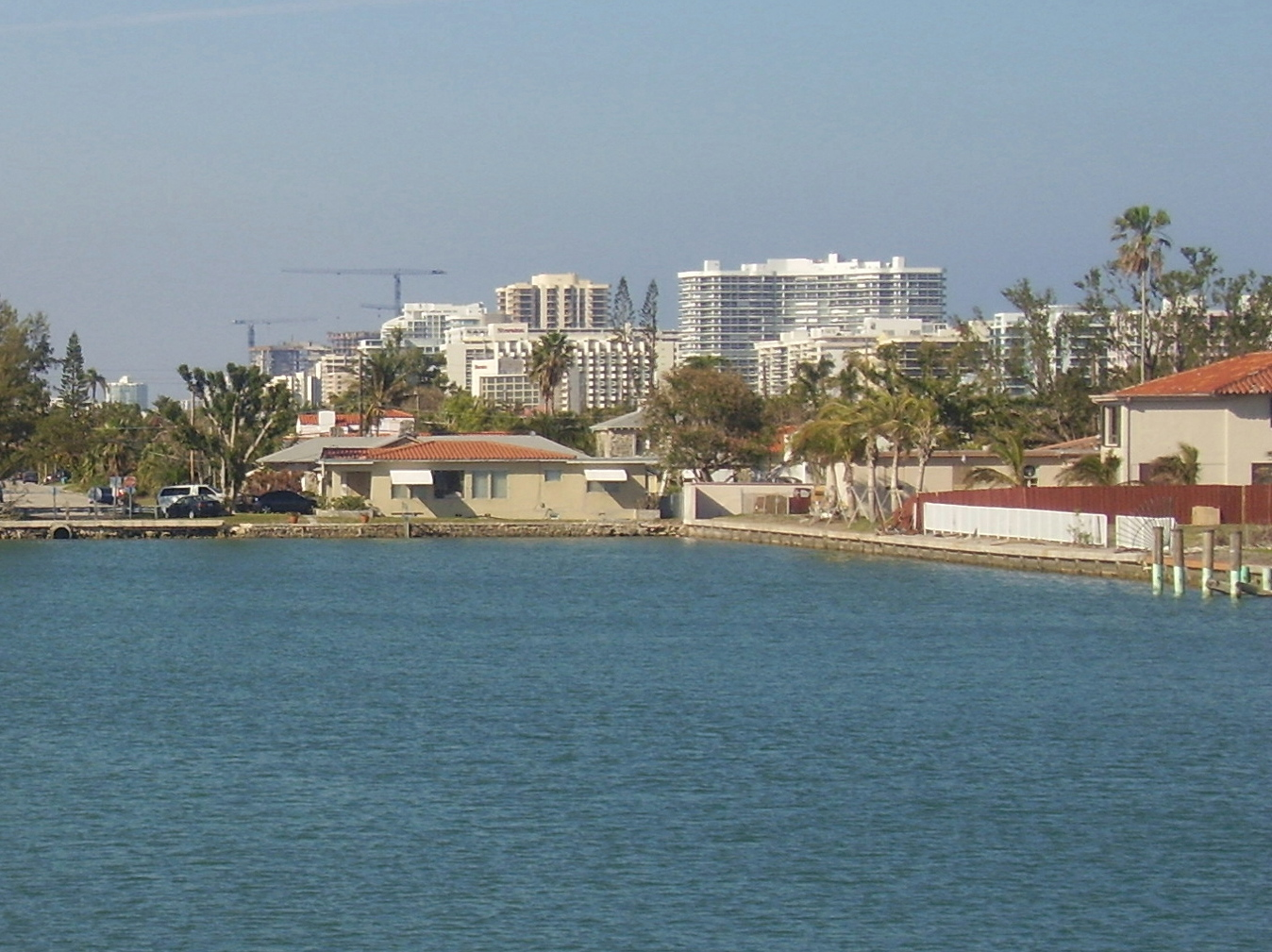
Surfside (Floride)

À l'hiver 1981, les compagnies aériennes offrent plus d’une liaison par jour entre les grandes villes canadiennes et la Floride. Le quart des motels de Sunny Isles offre des services en français; 40% des touristes sont d’origine canadienne-française et le tiers du budget de promotion de la ville est investi au Canada.
Les Canadiens affluent de plus en plus vers les « destinations soleil ». Un million d'entre eux fréquentent la Floride en 1970; ils sont deux millions en 1989. Quant aux touristes québécois visitant le sud-est de la Floride, on en compte 350 000 pendant la saison 1981-1982, puis 550 000 en 1988-1989.
Le nombre de touristes canadiens double entre 2002 et 2012 pour atteindre un record de 3,6 millions. Les liaisons aériennes directes de Toronto, d’Ottawa et de Montréal augmentent et Walt Disney World Resort redevient la destination étrangère la plus populaire des Québécois en 2008.
« Assez méridionale pour qu’y poussent les palmiers », constate la journaliste Louise Gaboury, « assez proche pour s’y rendre en voiture (au terme de 27 ou 28 heures de route au départ de Montréal), à la fois familière et exotique, la Floride reste une destination hivernale populaire. » La familiarité lui donne encore un avantage sur les autres destinations balnéaires.

### Les immigrants
Alors que la Floride compte moins de trois cent mille habitants en 1880, le gouverneur William Bloxham sollicite l'investissement de riches industrialistes du Nord, leur offrant l’occasion de se procurer d’importantes concessions ou d’investir dans le secteur immobilier en échange de taxes foncières limitées.
La plupart des touristes ramènent souvenirs et récits, ce qui donne à un troisième groupe de Canadiens français l'envie d’émigrer en Floride.
Le New Deal du président Franklin D. Roosevelt amène des investissements de millions de dollars et quarante mille emplois pour relancer la canalisation d’estuaires, transformer en route l'ancienne voie ferrée vers Key West, puis rouvrir des moulins forestiers et des usines de cigares.
Le recensement américain de 1940 offre peu de détails sur l’origine ethnique des résidents de la Floride et ne recense pas la présence de Franco-Américains ou de Cadiens. Il dénombre1 153 Français, 877 Canadiens français et 298 Belges (de naissance) qui y résident en permanence. Environ 36% des résidents canadiens-français de l’État vivent dans le comté de Dade, qui englobe la ville de Miami.
En novembre 1940, on choisit le Sud-Est de la Floride pour entraîner des pilotes américains en vue d'une entrée éventuelle des États-Unis dans la Seconde Guerre mondiale. Grâce à son climat tempéré et à ses terres planes, la Garde nationale américaine la choisit pour construire 40 bases où travailleront 90 000 soldats, logés principalement dans les motels de Miami Beach. Se peut-il qu'on ait semé l'idée, dans l'esprit de ces soldats, d'y installer leurs familles après la fin du conflit? Entre 1940 et 1950, la population américaine augmente de 15%, mais celle de la Floride bondit de 46%.
Dans le Grand Miami, en 1946, on retrouve 19 800 parlants français.
Les taux de taxation individuel et commercial étant parmi les plus faibles au pays, la General Development Corporation (1954) vise à implanter des familles américaines du Nord sur la péninsule. Le magazine Life, en décembre 1955, fait un exposé sur ce milieu clément où les familles peuvent se procurer une résidence neuve pour aussi peu que 5000$.
En 1952, le Immigration and Nationality Act rend tout individu éligible à l’immigration, mais les ouvriers canadiens continuent d’être exclus des quotas ethniques. Devant une croissance économique sans précédent et un cadre juridique favorable à l’accueil d’ouvriers nord-américains, que l’émigration canadienne vers les États-Unis reprend de plus belle. En Floride, le nombre de résidents d'origine canadienne passe de 9 368 (1940) à 114 615 (1970).
Selon les géographes Dean Louder et Éric Waddell, les migrants canadiens-français de l'après-guerre ne se déplacent plus par nécessité: ils sont des immigrants économiques qui cherchent à améliorer leur sort ou des aventureux, séduits par l'exotisme étatsunien ou floridien. Il est difficile de cerner les caractéristiques du groupe d'immigrants canadien-français, puisqu'il manque de données d'époque. En 1981, Louis Dupont constate que la plupart des migrants qu'il rencontre expliquent leur départ par un dégoût pour le froid hivernal du Québec, mais aussi le poids de la taxation. La possibilité de profiter d'une plus grande part du fruit de ses labeurs semble en séduite plus d'un. "C’est la maudite paix ici", partage un dénommé Maurice avec Rémy Tremblay en 1995. "Les chars sont pas chers, puis tu peux les garder longtemps; le linge est pas cher non plus […] Je vois ma famille en masse. On se voit, ils viennent ici, puis je ne me sens pas tout seul."

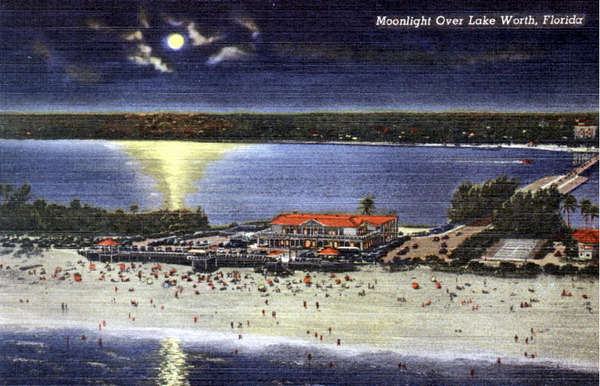
Plage de Lake Worth (Floride)

La concentration d’immigrants canadiens-français attire les visiteurs canadiens-français vers certaines villes plus que d’autres. Ce processus organique  n’est pas exclusif aux Canadiens français, car les Américains d'origine allemande convergent vers Fort Myers, alors que les Canadiens anglais se rendent surtout à St. Petersburg. Sur la côte de l’Atlantique, Juifs et Français se concentrent autour de Miami, les Nord-Américains d'origine finlandaise s'installent à Lake Worth, puis les Américains d'origine italienne s’établissent à Key West, entre autres exemples.
L’engouement des émigrants canadiens-français pour la culture de masse anglo-américaine, leur bilinguisme, ainsi que les perceptions favorables des Américains vis-à-vis de leur "éthique de travail", leur permet une installation relativement paisible en Floride. Ils ne cherchent pas à fonder des institutions nationales - paroisses et écoles de langue française - même s'ils entretiennent des milieux de sociabilité de langue française, dont les clubs sociaux et les commerces. « Le caractère individuel et prudent des hommes d’affaires », écrivent à cet effet les géographes Louis Dupont et Marie Dussault à l’automne 1982, « encourage la fragmentation de cette collectivité, qui s’inquiète peu ou pas de sa continuité culturelle. »
Après la Guerre, un club canadien-français est formé à Surfside; en 1967, il compte 300 membres.

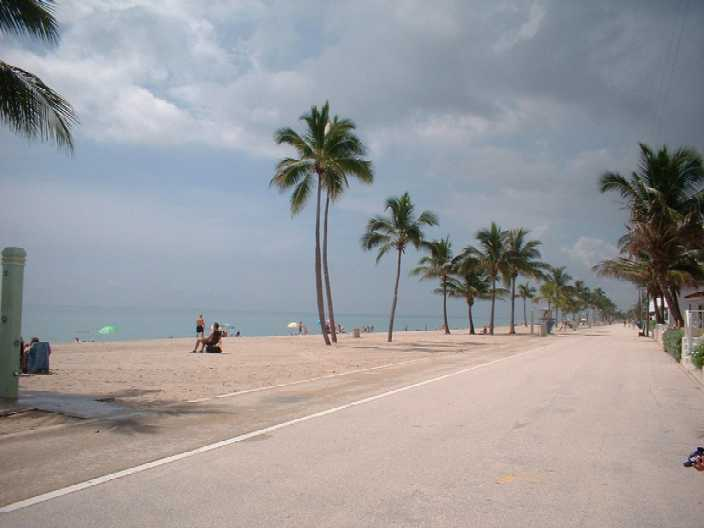
Hollywood (Floride)

Parfois, les organismes émergent organiquement, parmi des étrangers qui se reconnaissent en entendant du français (et l'accent laurentien) dans les commerces. À Lake Worth, Léo Pitt, menuisier et musicien de la Beauce, rassemble des amis et des proches chez lui « pour se recréer et pour échanger » les weekends. Les rassemblements deviennent suffisamment grands pour justifier la location d'une salle pour ses rassemblements. En août 1973, le groupe constitue le Club canadien-français d’Amérique (CCFA). Les efforts du club visent tant la sociabilité des "familles canadiennes" que l'intégration de ses membres au marché du travail, en leur offrant des « services de gestion, de consultation et de conseil ».
Certains immigrants tiennent davantage à leur identité, dont les 35 fondateurs du Club Richelieu de Hollywood, en 1979. Les commerçants et professionnels accueillent souvent à leur table des membres du mouvement Richelieu du Nord qui passent une partie ou la totalité de l'hiver dans la région. L'objectif d'intégration s'y trouve aussi: Jean Laurac et Denyse Chartrand, les fondateurs du Soleil de la Floride, veulent que le club contribue à rehausser l’opinion des Américains par rapport aux Canadiens français, qui s'engagent à faire des œuvres comparables à celles des clubs Optimist, Kiwanis, Rotary et Lions locaux. Quatre autres clubs Richelieu verront le jour, de 1984 à 2002, à Fort Lauderdale, à Miami et à North Miami; le mouvement y constitue même un conseil régional en 1986. Devant cette effervescence, le ministère canadien des Affaires extérieures presse le Richelieu d’y former d’autres clubs pour raffermir la collaboration canado-américaine.
En 1990, 23 % des résidents d'origine canadienne-française - à comparer à 47 % en 1940 - résident dans les comtés de Broward, Dade et Palm Beach, un rappel de la dispersion progressive des immigrants canadiens-français.
En 2000, dans le comté de Broward, les 14 546 résidents permanents canadiens-français (la moitié sont nés au Canada) se retrouvent principalement dans sept quartiers de Fort Lauderdale, de Hallandale Beach, d’Hollywood et de Pompano Beach. La moitié des résidents canadiens-français ne possèdent pas plus qu’une scolarité de niveau secondaire, leur revenu moyen dépasse de 9% la moyenne floridienne. Plus encore, on est davantage porté à parler le français à la maison (44 %) dans les sept quartiers en question que la moyenne chez les migrants d’origine canadienne-française dans l’État (13 %).
Il n'a pas existé pas de paroisses nationales canadiennes-françaises en Floride. Les paroisses des diocèses catholiques de Palm Beach et de Miami sont destinées à l’ensemble des fidèles. Les messes y sont dites en anglais surtout, puis parfois en créole français, en espagnol ou en français (pendant l'hiver). L’archidiocèse de Miami a plus d’une dizaine de paroisses aux noms espagnols et une paroisse, la mission Notre-Dame-d’Haïti, qui a un nom français. Or, certaines paroisses aux noms espagnols – dont San Pedro à Tavernier – n’offrent aucune messe en espagnol alors que d’autres églises aux noms britanniques – dont St. George, à Fort Lauderdale – en offrent plus d’une.

### Les snowbirds
Ni entièrement touriste ni immigrant, l’hivernant ou snowbird, séjourne d’un à six mois par année dans le Sud. Il demeure un résident temporaire, même s’il se procure une résidence, établit des institutions et adopte une routine semi-permanente. Il est bien souvent retraité ou semi-retraité, un groupe qui gagne en importance devant la démocratisation des pensions de vieillesse dans les années 1950 et la prolongation de l’espérance de vie depuis les années 1960. Le cout de la vie respectable et le climat font de la Floride un pole d’attraction pour les retraités.
Si certains Américains optent pour la vie en motorisé, les Canadiens du troisième âge se montrent plus frileux à l’idée d’abandonner un port d’attache canadien. Depuis 1966, pour maintenir un accès à son régime provincial de santé publique, le bénéficiaire doit résider dans sa province un minimum de 183 jours (6 mois plus un jour) par année.
Le nombre de snowbirds canadiens-français s'élèverait à 110 000 (1987) et à 150 000 (1993). Ils deviennent majoritaires dans certaines organisations, dont le Club canadien-français d'Amérique, et en prennent la direction.

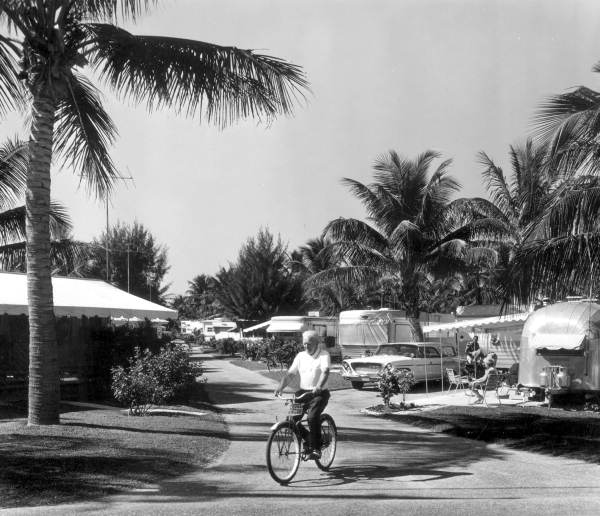
Parc Briny Breezes, Delray Beach, ca. 1960

Malgré une pension modique, on opte souvent pour la maison mobile, qui ne coute pas plus que 16 000$ en 1980, soit 20% du prix d’une maison unifamiliale ou d'un condominium. Preuve de leur popularité, le poids des maisons mobiles parmi les logements en Floride passe de 2% en 1950 à 7% en 1970, pour atteindre un sommet de 13% en 1990.
Liés au Nord, ces parcs forment souvent des cellules communautaires tressées serrées. Ayant plus de temps libre à leur disposition, les hivernants mènent souvent un programme de vie communautaire chargé, comprenant des parties de pétanque, des soirées dansantes et des festins, ce qui leur permet de refouler l’ennui qu’amènent parfois le retrait de la vie professionnelle et l’éloignement de milieu d’origine.
"Un gars que tu ne connais pas chez nous, tu ne le saluerais pas, mais ici, si tu sais qu’il parle français ou qu’il est « canadien », tu vas t’arrêter", a partagé le snowbird québécois Roger Groulx à Serge Dupuis, lors d'une entrevue à Greenacres (Floride), le 12 janvier 2008. "Tu as besoin des gens de chez toi pour passer au travers de l’hiver. Du Québec, de l’Ontario et des Maritimes, ce sont tous des gens de chez nous".
Bien que les hivernants fassent preuve d’une grande affinité avec la culture de consommation américaine, ils demeurent juridiquement et psychologiquement attachés à leur province et à leur pays. Si les immigrants canadiens-français (et surtout leurs enfants) s’intègrent progressivement à la société étatsunienne, les hivernants ne se détachent pas de leurs réseaux familiaux et culturels et ne deviennent pas plus bilingues, malgré les hivers passés en Floride. Plusieurs hivernants passent l'hiver à recevoir de la visite, venue du Nord. Plusieurs Canadiens français originaires de différentes villes ou provinces cherchent à « faire communauté ». Qu’ils soient originaires du Québec, de l’Ontario, de l'Acadie ou de la Nouvelle-Angleterre, plusieurs se reconnaissent dans l’espace public, par l’accent ou les comportements, preuve des traces persistantes d’une certaine nationalité commune. Les tensions politiques émergent, mais le séjour à l'étranger leur permet souvent de laisser ces débats dans le Nord.
Les Canadiens français ne sont pas à l’abri des tensions interculturelles. En 1986, le gérant de la Hollywood Chamber of Commerce accuse les commerçants québécois d’être de mauvais citoyens, puisqu'ils s’isolent dans leurs enclaves, flottent le fleurdelisé, parlent français à tue tête et n'apprennent pas l’anglais comme il faut. En janvier 1992, le magazine XS de Fort Lauderdale publie le cliché d’un touriste avec un embonpoint, en parlant du retour annuel d'une "harvest of shame". Les médias québécois prennent aussi plaisir à ridiculiser ledit « mauvais goût » des hivernants et des vacanciers du Québec, qui refléterait un amour aveugle pour le consumérisme à l’américaine. Cette caricature du Québécois inculte est récupérée dans les courts métrages Elvis Gratton (Pierre Falardeau, 1985) et La Florida (George Mihalka, 1993).
Le mépris nativiste a fini par dépasser la rhétorique. Pendant les hivers 1992 et 1993, des touristes et snowbirds canadiens sont victimes de vols, d’agressions ou de blessures par balle. La Presse et le Toronto Star produisent une avalanche d’articles qui soulignent et exagèrent les taux de violence, les tensions raciales et les iniquités économiques en Floride.
Pendant les années 1990 et 2000, certaines enclaves se dispersent, mais d’autres maintiennent leur caractère et quelques nouvelles colonies émergent plus au nord. Les immigrants et les hivernants québécois sont moins concentrés à Hollywood, Lake Worth et Surfside en 2010 qu’ils ne l’étaient en 1990. Selon les géographes Anne Gilbert, André Langlois et Rémy Tremblay, les « réseaux privés » jouent désormais un rôle tout aussi essentiel, sinon plus, que « les institutions » à la « survie de la communauté ».

## Démographie francophone contemporaine
En 1990, le recensement américain dénombre 195 000 résidents permanents de la Floride, qui parlent le français ou le créole français à la maison. Parmi eux, la ville de Miami en comprend 25 627; d’autres concentrations importantes se trouvent à Fort Lauderdale (10 613), North Miami (7 270), Pompano Beach Highlands (4 710), Pinewood (3 752), Hollywood (3 138), Golden Glades (2 888), North Miami Beach (2 791), West Palm Beach (2 429), West Little River (2 149), Miami Beach (1 989), Lauderdale Lakes (1 679), Lauderhill (1 674), Lake Worth (1 649), Norland (1 591) et Oakland Park (1 111). Entre Miami et West Palm Beach, on retrouve alors près de 100 000 résidents permanents ou Américains naturalisés parlant le français à la maison. Si les Canadiens français sont majoritaires parmi les francophones du comté de Broward, ce sont les francophones européens et antillais qui marquent la francophonie de Miami-Dade. Des concentrations de personnes parlant français à la maison sont également notables dans quelques villes d’importance du centre et du nord, dont Jacksonville (4 161), Orlando (2 267), St. Petersburg (2 259) et Tampa (2 215).
En additionnant les personnes d’origine acadienne, belge, canadienne-française et française dans le recensement de 1990, on constate que 5% des résidents Floridiens ont des origines françaises. À titre de comparaison, à pareille date, la population hispanique représente 12% des Floridiens.
À la fin du xxe siècle, les 100 000 francophones du Sud-Est auraient suffi pour fonder des écoles, des institutions culturelles et des paroisses de langue française, mais ce n'est pas le choix qui a été fait. À l'époque, l'absence de ces institutions cruciales rend difficile la reproduction locale d'une francophonie.
La langue française est surtout maintenue chez ceux qui l'ont apprise avant de s'installer en Floride. En 1981, le géographe Louis Dupont rappelait l’exemple d’une fille québécoise arrivée en Floride avec ses parents à l’âge de six ans – qui parlait, lisait et écrivait le français sans difficulté, quinze ans après son arrivée – et l’écart avec sa petite sœur, née sur place en 1971, et qui ne possédait que quelques rudiments de la langue française.
Parmi les 114 944 Floridiens d’origine canadienne-française en 2010, 87 % sont nés aux États-Unis, preuve de la dimension multigénérationnelle de cette présence; 93 % de ce contingent parle exclusivement l’anglais. Pour ce qui est des 15 130 immigrants canadiens-français, le tiers ne parle plus le français.
Chez les Québécois ayant migré en Floride à l’âge adulte, la linguiste Hélène Blondeau constate une forte rétention de la syntaxe française et une infiltration de l’anglais se limitant essentiellement à l’emprunt de noms et d’adjectifs pour décrire des réalités propres à la Floride, dont « green card », « junior high » ou« turnpike ».
Parmi les Floridiens aux origines françaises, on retrouve 482 474 résidents, dont 93 % sont nés aux États-Unis. Leur taux d’acculturation ressemble à celui des Canadiens français, car seuls 3 % parlent le français. Preuve d'une intégration au milieu, le contingent comprend autant de gens qui ont l’espagnol comme deuxième ou troisième langue.
En 2013, le nombre de gens parlant le français à la maison en Floride s'élève à 109 616. C'est un nombre important, mais en 2005, il s'élevait à 114 536, une diminution de 4,5 % en huit ans.
Plusieurs ne veulent pas imposer le français à leurs enfants dans une région où l’espagnol tend à s’imposer comme véritable langue seconde.
La situation sur l'éducation de langue française commencera à changer au début du xxie siècle avec l'introduction des programmes d'études en langue française dans des écoles publiques et privées de la Floride.

## Institutions et commerces franco-floridiens
Le premier journal floridien de langue française est lancé en 1955, grâce aux efforts de quelques résidents franco-américains. Pendant trois ans, l’hebdomadaire La Floride française publie des nouvelles locales. Des publicités sont achetées localement, mais aussi par des commerçants franco-américains de la Nouvelle-Angleterre, ce qui laisse supposer que les rédacteurs du journal (et plusieurs lecteurs) sont des transfuges récents.

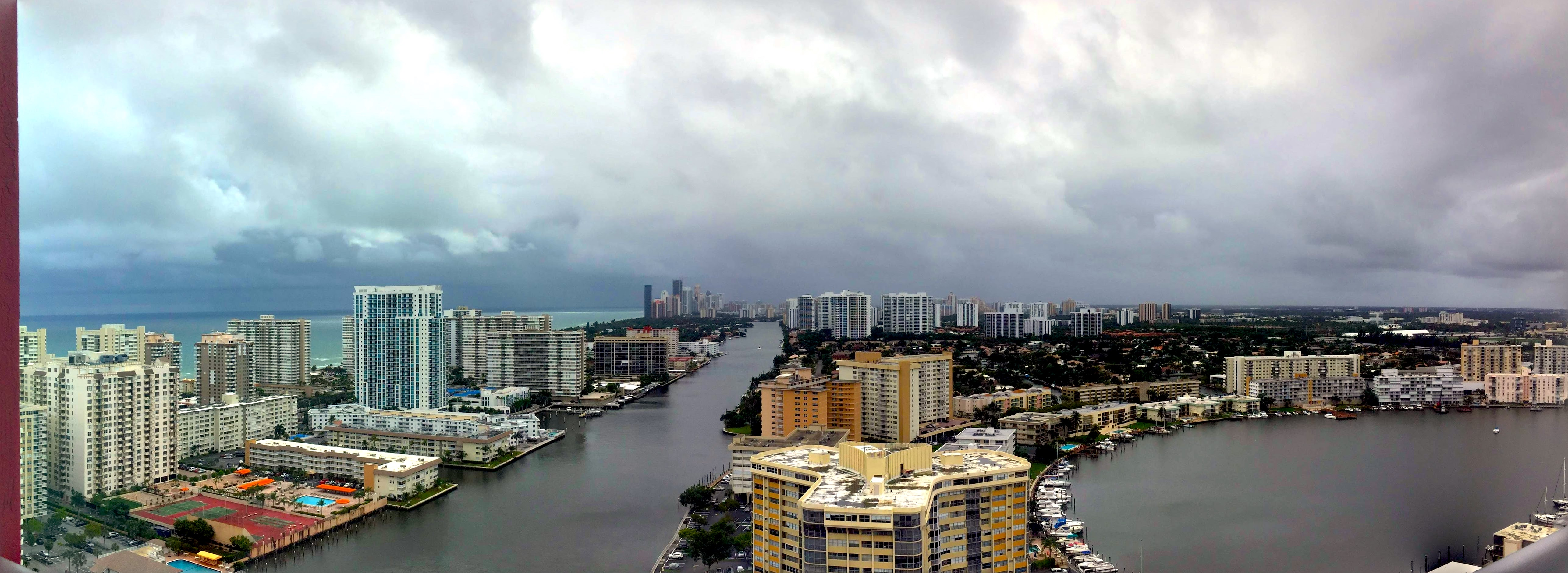
Hallandale Beach (Floride)

Le Journal de la Floride existe pendant un moment, au tournant des années 1980.

Le Soleil de la Floride, établi à Hollywood en 1983, a publié de façon continue jusqu'en mai 2020. Ses nouvelles concernent directement les immigrants, soit le marché immobilier, le droit de l’immigration, les règlements municipaux et étatiques et n’offrent pas souvent une perspective franco-floridienne sur l’actualité en général. Après 18 mois d'inactivité pendant la pandémie de la covid-19, le journal a repris en novembre 2021, mais comme mensuel, imprimé de novembre à mars seulement.

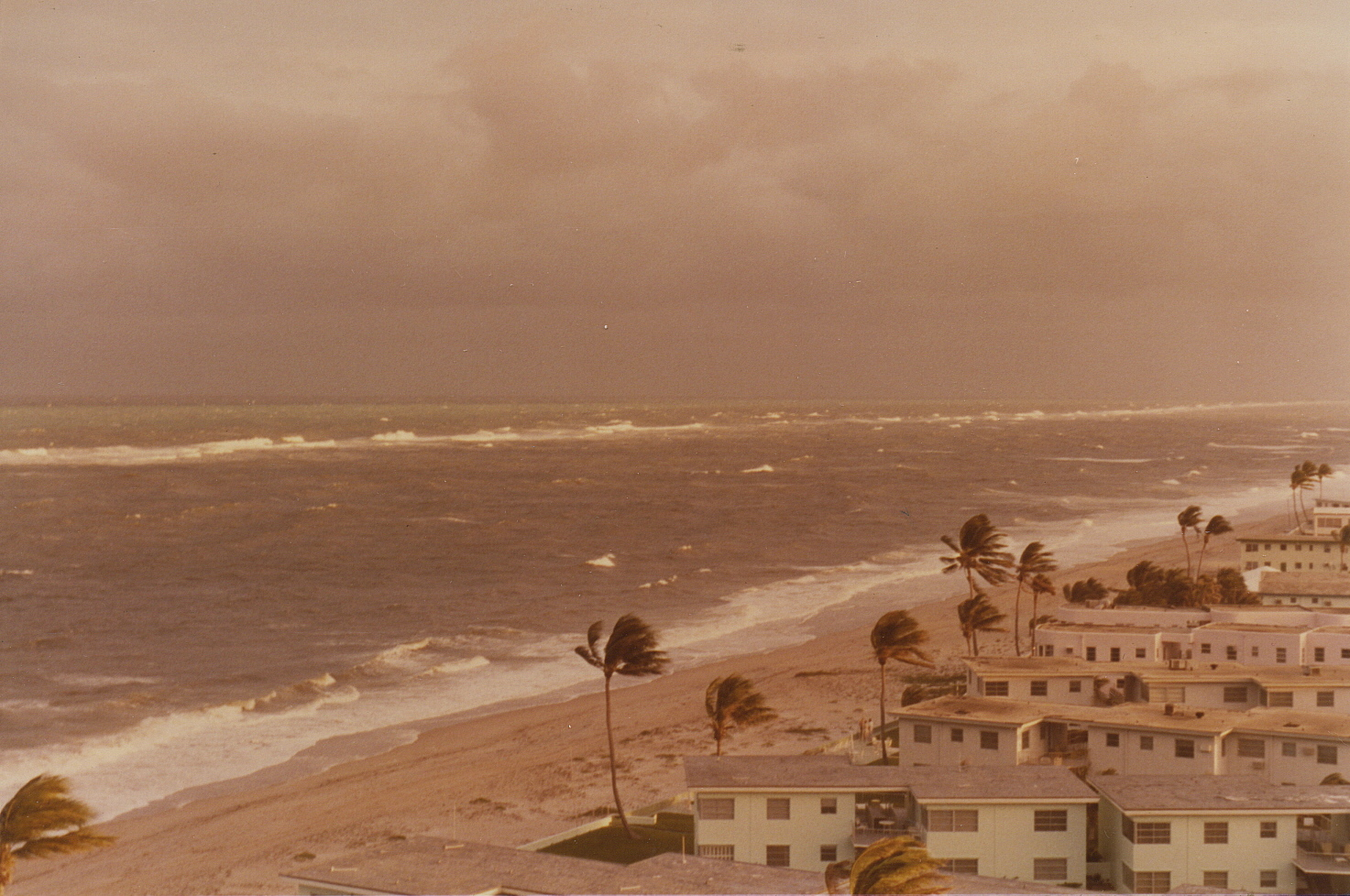
Pompano Beach (Floride), 1982

En 1994, les villes de Hollywood et de Hallandale Beach abritent les commerces Frenchie’s Café, où un chansonnier québécois donne une prestation chaque soir, ainsi que les restaurants La Gaspésienne, Qué-Fla, Chez Bébère et La Brochette, qui forment une bande d’une dizaine de kilomètres le long de la plage, communément surommée « Le Petit Québec ». Un tel quartier ethnique en milieu urbain constitue une anomalie à la fin du XXe siècle et rappelle les quartiers canadiens-français de la Nouvelle-Angleterre. Ces commerces affichent dans la vitrine « Bienvenue-Welcome », « Nous parlons français » ou bien « TV en français », aux côtés d’un drapeau québécois ou d’une liste de produits canadiens. Pendant les hivers des années 1980 à 2000, on peut se procurer d'un exemplaire des quotidiens québécois et franco-ontarien La Presse, Le Devoir, Le Journal de Montréal, Le Soleil et Le Droit. La Desjardins Bank est fondée en 1992, tout comme la Nat Bank à partir de 1994. Ces filiales américaines des Caisses Desjardins et de la Banque nationale facilitent les virements et les retraits pour leurs clients canadiens et offrent leurs services en français et en anglais. Quelques dizaines de cabinets d’avocats, cliniques et agences immobilières font aussi la promotion de leurs services en français.

D'après le géographe Rémy Tremblay, parmi les 151 commerces appartenant à des Canadiens français dans le sud-est de la Floride, la moitié se situe à Hollywood. Les villes de Pompano Beach et Fort Lauderdale (aussi dans le comté de Broward) en comptent chacune près d’une vingtaine, puis le comté de Palm Beach en compte quelques-uns.

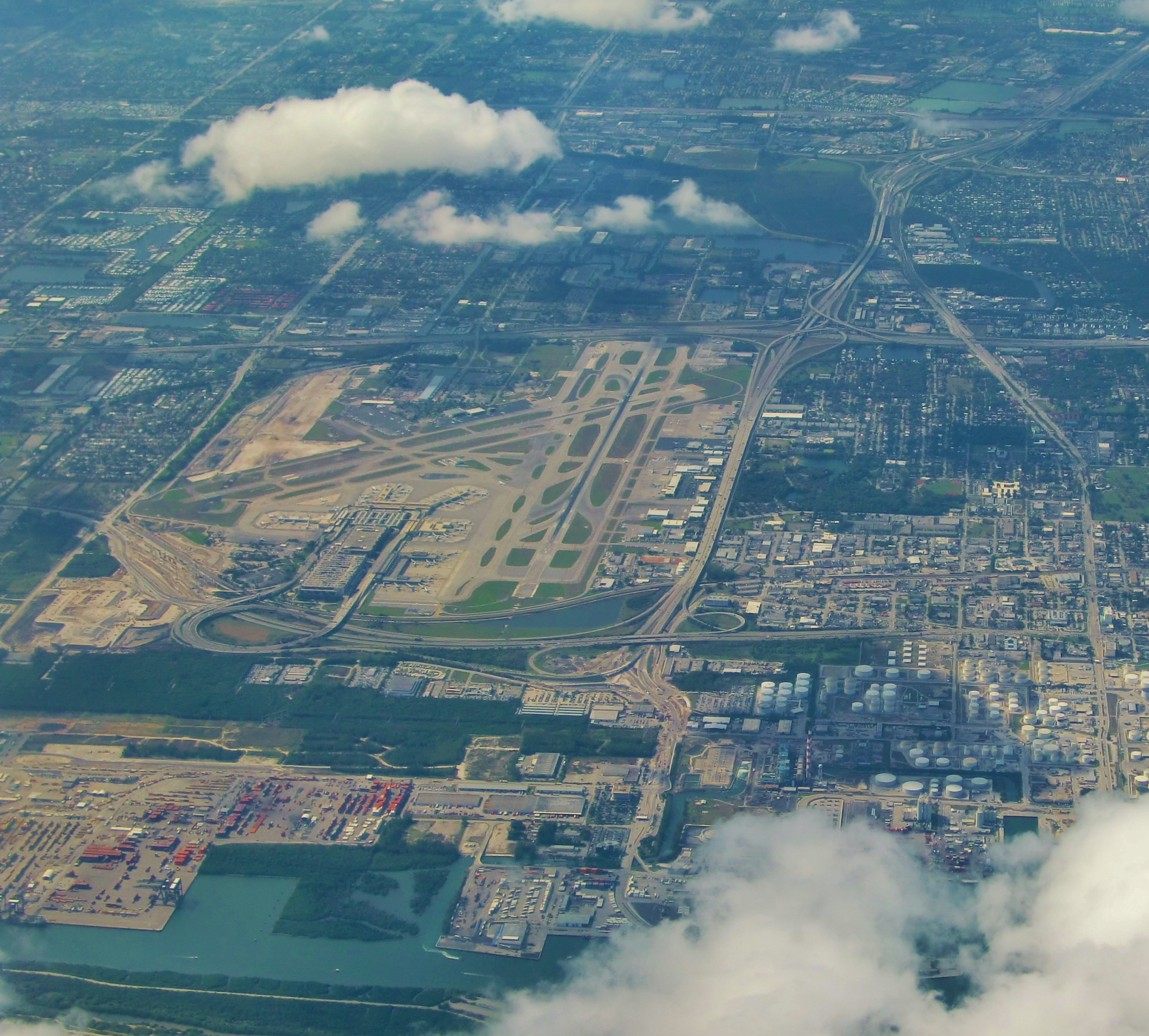
Aéroport international Fort Lauderdale-Hollywood

À l’hiver 2004-2005, l’anthropologue Célia Forget constate le maintien de cette « goutte francophone dans un océan anglophone », qui dispose d’une gamme élevée de services en français (des médecins aux détaillants) et d’un aéroport (Hollywood-Fort Lauderdale International), qui offre de nombreuses liaisons quotidiennes avec Montréal et Toronto ou hebdomadaires avec Québec et Ottawa. Les spécialistes français et haïtiens font désormais partie des réseaux offrant des services en français aux Québécois et aux autres francophones.
Le Palm Beach en français s'inscrit dans la tradition des journaux saisonniers orientés vers les touristes et les snowbirds, plus spécifiquement pour le comté de Palm Beach, de 2004 à 2019.
De nos jours, plusieurs institutions de langue française doivent leur création aux expatriés de France.
C'est le cas du journal Le Courrier de Floride, journal mensuel lancé en 2014. Son fondateur, Gwendal Gauthier, oriente le journal vers les snowbirds du Canada, les expatriés de l'Europe francophone, ainsi que le public haïtien francophone. Les articles sur le tourisme, l'immobilier, les commerces offrant des services en français, les activités culturelles de langue française et le droit d'immigration sont nombreux. Depuis juin 2020, le journal porte le nom Courrier des Amériques, même si sa couverture continue de porter principalement le Sud-Est de la Floride et les activités en français de la région.
Il existe des portails en ligne qui offrent aussi de tels services, dont French District, orienté principalement vers les expatriés de France, puis Palm Beach en français, orienté davantage vers les Québécois.

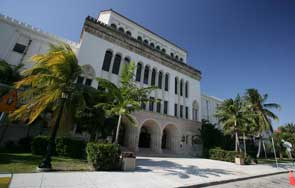
Siège social, Miami-Dade County Public Schools

Le plus important changement des dernières décennies est celui sur le développement de l'éducation de langue française. En 1989, le French International Program Association (FIPA) a été fondé par des parents en réaction à la volonté du conseil Miami-Dade County Public Schools (MDCPS) de créer des programmes d'études internationales en collaboration avec des pays européens pour relever le succès académique des écoles publiques du comté. En 2003, la France a conclu des accords de soutien financier pour introduire des programmes d'immersion française dans des écoles publiques à l'étranger. Ce soutien a permis l'embauche d'enseignants de langue française dans les écoles publiques. De nos jours, la FIPA soutient le programme d'études françaises dans cinq écoles publiques de Miami-Dade: Sunset Elementary School, Coconut Grove Elementary School, George Washington Carver Middle School, International Studies Charter Middle and High School, puis International Studies Preparatory Academy High School; les programmes de ces deux high schools sont d'ailleurs homologués avec le ministère de l’Éducation nationale et permettent aux élèves d'obtenir le baccalauréat français. La FIPA travaille à améliorer la qualité de ce programme français, à recruter des professeurs, à obtenir des aides financières pour la formation des enseignants et l'achat des outils de pédagogiques, puis à animer la culture française par la tenue d'événements. Des collectes de fonds, dont un bal masqué qui demande aux participants un prix d'entrée d'une centaine de dollars, sont organisées annuellement par la FIPA.
Des programmes d'éducation de langue française existent aussi dans quelques écoles à Boca Raton et à Tampa.
Quant aux écoles privées, l’École Franco-Américaine(French American School of Miami) a été fondée en 1995 et "fonctionne entièrement sur des fonds privés". Son but est "de répondre aux besoins éducatifs des enfants français, francophones et francophiles de la communauté de Floride". Il est le premier de la Floride à dispenser "un enseignement primaire en immersion conforme aux instructions officielles du ministère de l'éducation nationale français". Aujourd'hui, l'ÉFAM compte deux écoles, à Miami Shores et à South Miami, et plus de 200 élèves, inscrits de la maternelle au CM2 (5e année). Pour ce qui est du Lycée Franco-Américain, il compte des succursales à Miami, Cooper City et Hollywood; l'école de Cooper City compte, en 2022, 53 élèves, dont 16 Français. Les frais de scolarité s’élèvent à environ 10 000 $ par année.
Ce réseau d'écoles publiques et privées bilingues et multilingues contribue à former une cohorte de francophones nés et ayant grandi en Floride.

## Les Floridiens haïtiens
La plupart des Haïtiano-Américains sont issus de vagues migratoires depuis le milieu du xxe siècle provoquées par les régimes des dictateurs François et Jean-Claude Duvalier (1957-1986). On estime qu'environ 200 000 Haïtiens se sont installés dans le Sud-Est de la Floride entre 1972 et 1977 seulement.
En 2000, le poids de résidents réclamant un héritage haïtien s'élève à 34% à Golden Glades, à 33% à North Miami, à 23% à El Portal, à 20% à North Miami Beach, puis à 16% à Lauderdale Lakes. La proportion de résidents afrodescendants entre NW/NE 54th Street et NW/NE 80th Street, dans les banlieues miamiennes de Lemon City, Little River et Edison, s'élève à 65%.
En 2019, la Floride comprend la plus forte concentration d'émigrants haïtiens aux États-Unis : 533 409 personnes sur un contingent total de 1,1 million; les deux tiers d'entre eux (plus de 300 000) habitent les comtés de Miami-Dade, Broward et Palm Beach.
La plupart des immigrants haïtiens parlent le créole haïtien comme langue maternelle. Sa grammaire s'inspire du taïno, d'autres langues de l'Afrique de l'Ouest et de langues latines, mais 90% de son vocabulaire provient de la langue française; les immigrés plus scolarisés parlent aussi le français.
Les descendants nés aux États-Unis ont souvent le créole haïtien comme langue maternelle et apprennent rapidement l'anglais au moment d'entrer à l'école.
La plupart des Haïtiano-Américains sont catholiques, mais un nombre grandissant d'entre eux appartiennent à des confessions évangéliques; certains individus pratiquent le voudou, souvent de façon syncrétique avec une croyance chrétienne.

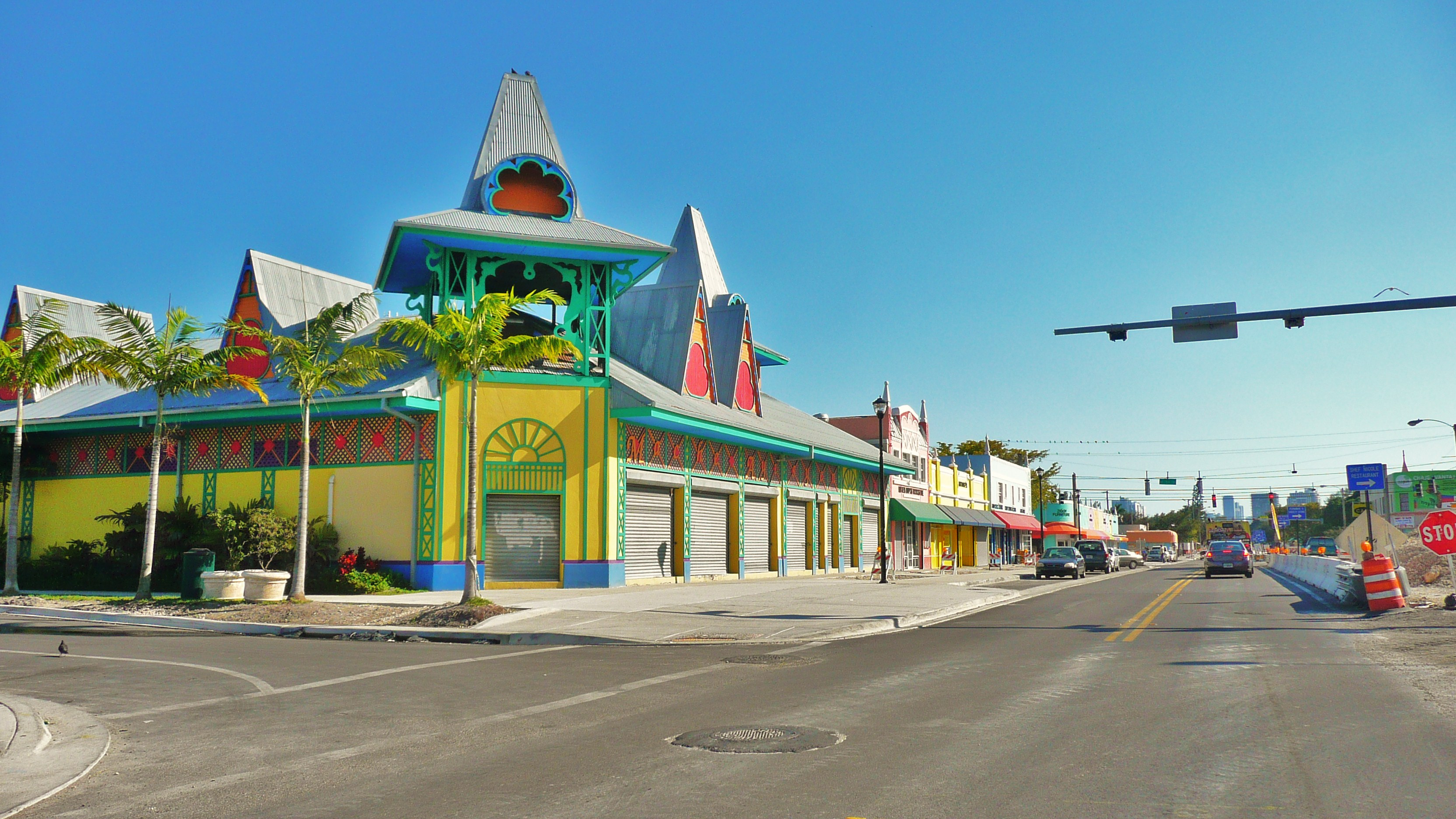
Carribean Market, Petite Haïti (Lemon City, Miami)

Depuis les années 1960, la vitalité culturelle haïtienne en Floride s'est constituée autour de la Petite Haïti (Little Haiti/Ti Ayiti) . La genèse du nom est souvent attribuée au Miami Herald et au commerçant et activiste communautaire, Viter Juste, installé dans le secteur en 1973. On se rappellera de lui pour avoir organisé un boycott du supermarché Winn-Dixie, que l'on accusait de discriminer contre la population haïtienne, de fonder la Haitian-American Community Association of Dade (1974), et d'avoir ouvert la voie à l'inscription des enfants haïtiens sans papiers aux écoles publiques de Miami-Dade; Juste enseignait aussi des cours d'anglais le soir pour faciliter l'intégration de ses compatriotes à la société étatsunienne.
De nos jours, Ti Ayiti comprend des restaurants, des galeries d'art, des restaurants (Chef Creole, BBQ Bon Gout), où l'on peut déguster un ragoût criollo de fruits de mer ou des zakos (tacos haïtiens), des institutions de musique et de théâtre, le Mashe Ayisien (le marché haïtien Carribean Marketplace), ainsi que la cathédrale St. Mary.
Parmi les institutions culturelles marquantes, on retrouve une librairie de littérature haïtienne et française (Libreri Mapou) et la Little Haiti Cultural Complex. Le secteur comprend cinq écoles élémentaires, dont une qui porte le nom de Toussaint Louverture; on ne semble pas y enseigner en français.
Parmi les Floridiens d’origine haïtienne, 28 % d’entre eux parlent exclusivement l’anglais, preuve à la fois de l’arrivée récente du contingent et du maintien du créole français. Entre 2005 et 2013, le nombre de gens qui parlent le créole français en Floride est passé de 274 620 à 367 173 (une augmentation de 34% en huit ans).
En janvier 2022, Sheila Cherfilus-McCormick, qui a passé une partie de sa jeunesse en Floride, est devenu la première Haïtiano-Américaine à siéger à la Chambre des représentants du Congrès des États-Unis. Cherfilus-McCormick représente le 20e district de Floride au congrès, qui regroupe une majorité d'électeurs afro-descendants (53%) et une forte proportion d'électeurs hispaniques (23%) dans les banlieues ouest des comtés de Palm Beach et de Broward.